# Pedro Weingärtner
Pedro Weingärtner (Porto Alegre, 26 de julho de 1853 – Porto Alegre, 26 de dezembro de 1929) foi um pintor, desenhista e gravurista brasileiro.
Filho de imigrantes alemães, provavelmente foi introduzido na arte por seu pai, que era um desenhista diletante. Com 24 anos decidiu dedicar-se à pintura e foi estudar na Europa às suas próprias custas. Depois de algum tempo passou a ser financiado pelo imperador Dom Pedro II. Permaneceu vários anos frequentando academias famosas e recebendo orientação de distinguidos professores. Depois de terminada sua preparação instalou um atelier em Roma, mas viajava com freqüência para o Brasil, onde fez muitas exposições e conheceu a fama, sendo considerado um dos melhores pintores brasileiros em atividade. Nos seus últimos anos fixou-se em Porto Alegre, mas passou a enfrentar a concorrência dos pintores da nova geração, inclinados para a estética modernista.
Viveu num período de profundas transformações na sociedade e na cultura do ocidente, em que se chocaram dois modelos radicalmente diversos de civilização. Foi um fiel e disciplinado seguidor dos princípios acadêmicos mais conservadores, mas não permaneceu alheio ao mundo em mutação ao seu redor, e sua obra vasta e polimorfa é um sensível reflexo das contradições de seu tempo. Seu estilo funde elementos neoclássicos, românticos, naturalistas e realistas, expresso em paisagens, cenas de gênero e retratos, dedicando-se também aos temas clássicos e mitológicos. Sua contribuição mais notável à arte brasileira talvez sejam suas pinturas de inspiração regionalista, retratando imigrantes e gaúchos em suas atividades típicas, que têm grande valor estético e documental, sendo um pioneiro neste campo temático. Era dono de uma técnica refinada que dava grande atenção ao detalhe, e que em certos momentos se aproximou da fidelidade fotográfica. Deixou também vários trabalhos em gravura em metal, outro campo em que foi um precursor no Brasil.
Quando faleceu, as vanguardas modernistas já o consideravam um artista ultrapassado, e com a hegemonia que rapidamente conquistaram sua produção foi esquecida com a mesma celeridade. Somente nas últimas décadas vem recuperando prestígio. No Rio Grande do Sul sua posição já está assegurada como o mais notável dos seus pintores acadêmicos e como uma figura fundamental para o entendimento da evolução das artes no estado na virada do século XIX para o século XX, e embora tenha trabalhos em inúmeras coleções privadas e em grandes museus do Brasil, o que se conhece de sua vida e obra ainda é em muito fragmentário e desconexo. Vários pesquisadores, especialmente gaúchos, atualmente estão se dedicando a remediar esta situação, e sua reputação começa a se restabelecer no resto do país, mas muito ainda está por fazer para que sua contribuição seja corretamente entendida e apreciada.

## Vida

### Primeiros anos
Era filho dos imigrantes alemães Inácio Weingärtner e Angélica Schäfer. Seu pai apreciava a arte e desenhava amadoristicamente, transmitindo seu gosto para seus cinco filhos e duas filhas. Seus irmãos Inácio Junior, Miguel e Jacob levariam a arte a sério e se dedicariam à litografia, e com toda probabilidade Pedro foi iniciado nas artes gráficas por Inácio Junior, que era oito anos mais velho e fora aluno de um respeitado litógrafo alemão domiciliado em Porto Alegre, Augusto Lanzac von Chanac, mantendo mais tarde uma oficina gráfica própria que ganhou fama na cidade produzindo todo tipo de ilustração e impresso, incluindo retratos e paisagens urbanas. Walter Spalding referiu, a partir de informações transmitidas pela viúva do pintor, que ele teria recebido lições de desenho de Araújo Guerra, hábil caricaturista português, mas isso parece improvável, já que só constam registros de sua presença na cidade a partir de 1880. Aquiles Porto Alegre disse que Pedro frequentou o ateliê do pintor Delfim da Câmara, embora não se saiba se era um aprendiz ou mero visitante.
Depois da morte do pai, em 1867, Weingärtner teve que buscar emprego para auxiliar a família numerosa. Conseguiu uma colocação na Ferragem Rech, e por sua dedicação ganhou a confiança do patrão e passou a receber um ótimo salário, mas a jornada era longa e não lhe permitia praticar suas habilidades artísticas senão à noite, em poucas horas que roubava ao sono. Angelo Guido, seu primeiro e principal biógrafo, afirmou que ele detestava o trabalho e por isso, em 1877, chegou a adoecer gravemente. Mudando-se para o campo, sob os cuidados da família, alarmada com sua condição, em poucos meses estava restabelecido, tendo passado todo este tempo entregue a desenhar e a pintar. Mais tarde ele reconheceria que a doença fora providencial, permitindo-lhe reconhecer inequivocamente sua verdadeira vocação.

### Estudos na Europa

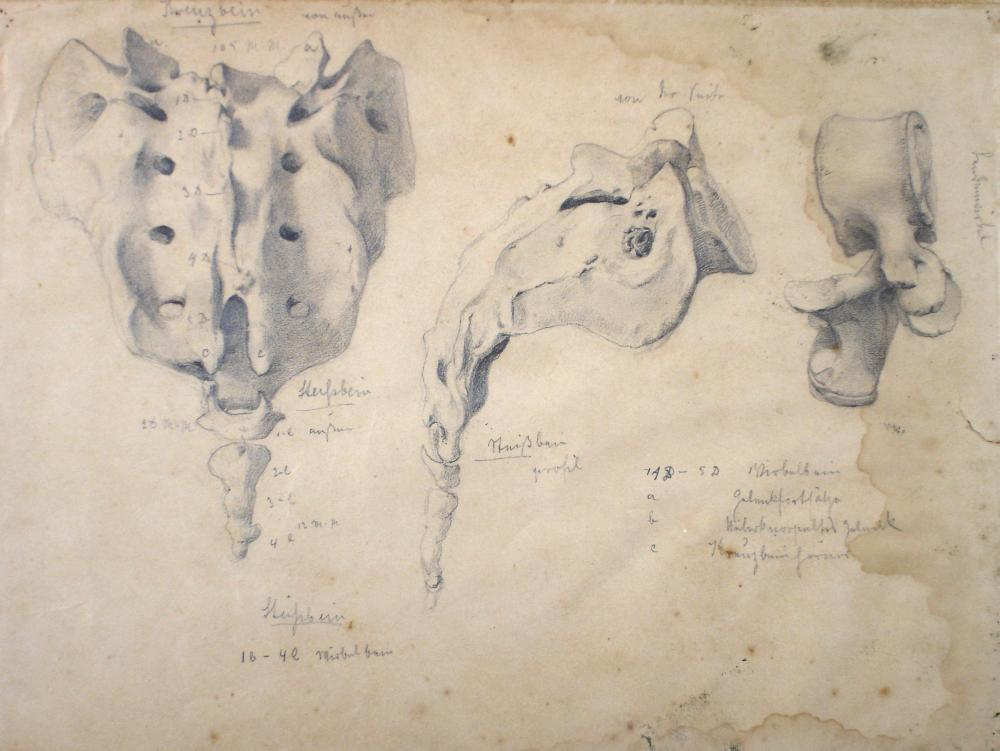
Estudos anatômicos, sem data. Pinacoteca Barão de Santo Ângelo

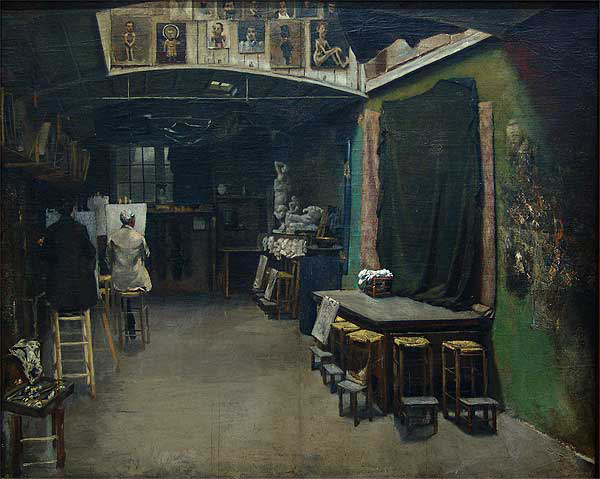
Atelier na Academia Julian, c. 1882. Museu de Arte do Rio Grande do Sul

Assim, em 12 de fevereiro de 1878, reunindo suas economias e enfrentando forte resistência familiar, Weingärtner partiu para a Europa, a fim de obter formação acadêmica no Liceu de Artes e Ofícios de Hamburgo. Mas não permaneceu ali, dirigindo-se em outubro do mesmo ano para Karlsruhe, a fim de ingressar na Academia Grão-ducal de Arte de Baden, na época dirigida por Ferdinand Keller. Nesta conceituada escola estudou com Theodor Poeckh e também possivelmente com Ernst Hildebrand, e deve ter recebido influência do próprio Keller. Segundo um atestado de frequência emitido pela escola, ele fez "muitos progressos".
Com a transferência de Hildebrand para Berlim em 1880, Weingärtner abandonou a escola e o seguiu, matriculando-se em 12 de outubro na Real Academia de Artes da Prússia, onde iniciou seu treinamento na pintura a óleo. Datam desta época suas primeiras paisagens, e seus avanços já eram significativos o bastante para poder enviar alguns trabalhos para a Exposição Brasileira-Alemã de Porto Alegre. A influência de seus mestres alemães se revela no seu amor pelo detalhe, pela obra diminuta e pela dedicação à pintura de gênero então em voga, com um estilo realista e suas temáticas poéticas e sentimentais do cotidiano popular. Outros pintores que podem ter deixado uma marca em sua produção foram os românticos alemães do início do século, como Ludwig Richter e Ferdinand Waldmüller, e contemporâneos seus como Hans Thoma, Karl von Piloty, Franz von Defregger, Max Liebermann e Emil Schindler.
Nesta altura sua situação financeira começou a se tornar difícil, suas economias se esgotavam, e aparentemente a família não tinha condições de ampará-lo. Sem poder sustentar-se, decidira arranjar emprego como fotógrafo e abandonar a pintura. A situação foi revertida temporariamente através de uma pequena pensão oferecida por seus amigos brasileiros Martin Bromberg, Jacob Koch e Bartolomeu Sesiani, ricos comerciantes em viagem turística que ele encontrou por acaso, podendo com este auxílio continuar seus estudos.
Em 1882 se dirigiu a Paris, na França, onde estudou na Academia Julian com Tony Robert-Fleury e William Adolphe Bouguereau, artistas de enorme fama que permaneciam fiéis à tradição acadêmica em plena efervescência do surgimento das vanguardas pré-modernistas, como o impressionismo. Em Paris disciplinou-se no estudo do nu, um motivo muito prezado pelo público francês e considerado obrigatório para que um artista demonstrasse sua competência, e entrou em contato mais profundo com a tradição clássica, o que se refletiu em obras de caráter historicista inspiradas em temas da Antiguidade. Também ali deve ter sido introduzido na técnica da gravura em metal.
Em 1883, novamente na penúria, foi obrigado a abandonar a Academia Julian. Para poder completar sua formação, em 13 de abril solicitou uma pensão ao imperador Dom Pedro II, a qual, por intervenção do Barão de Itajubá, embaixador brasileiro em Paris, reforçada com um atestado de proficiência que Bouguereau forneceu, lhe foi concedida em janeiro do ano seguinte, ao valor de trezentos francos.

### Maturidade e fama

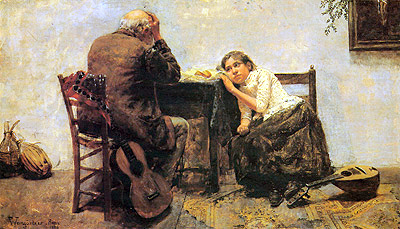
Má colheita, 1889. Coleção particular

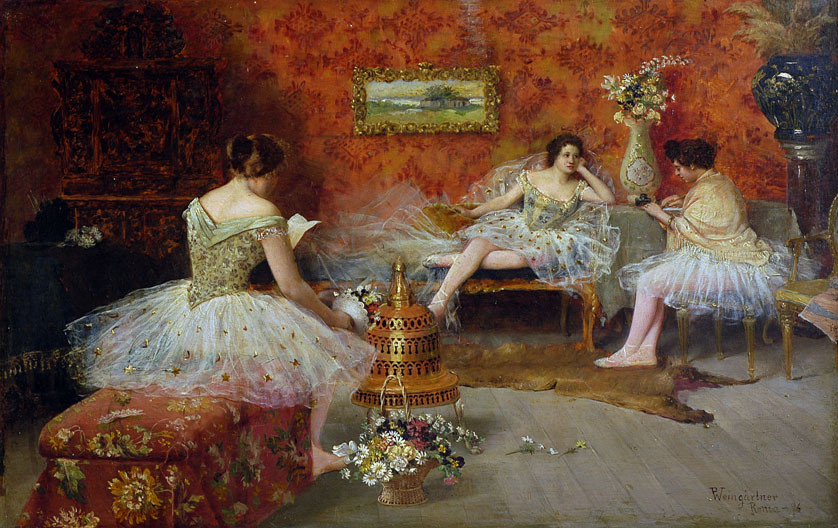
Bailarinas, 1896. Pinacoteca Barão de Santo Ângelo

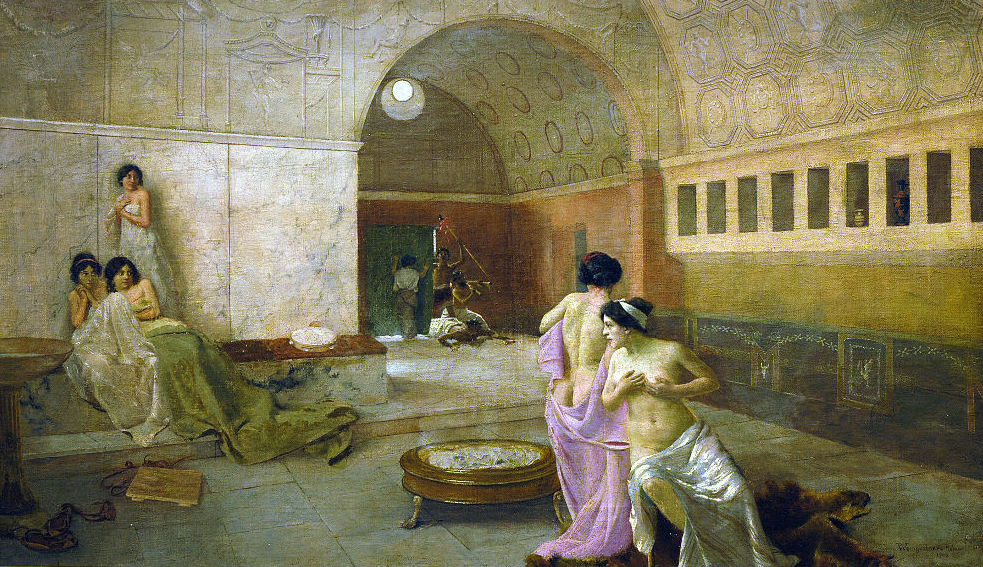
Pompeianas no caldário, 1900. Pinacoteca APLUB

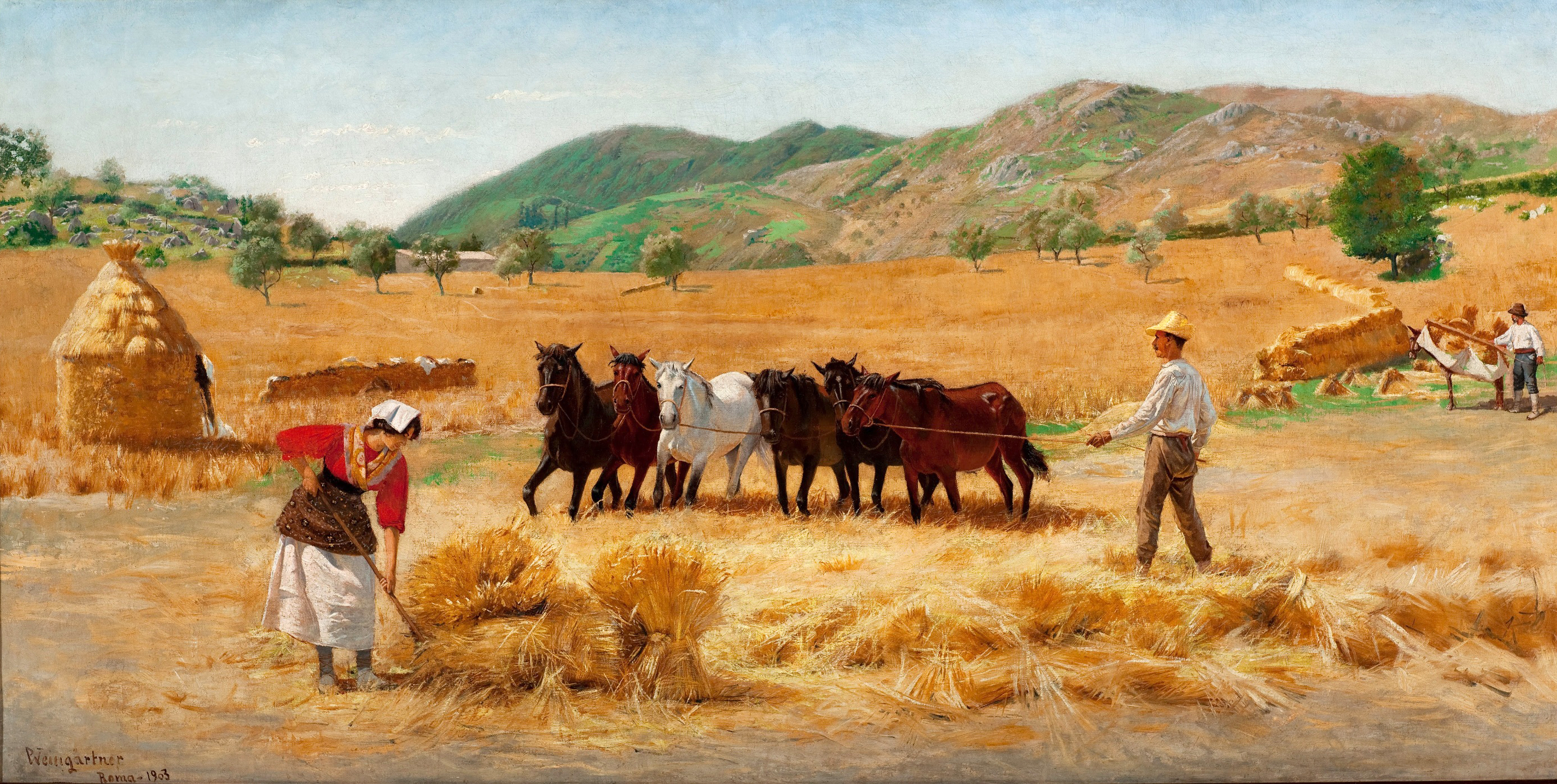
Ceifa em Anticoli, 1903. Pinacoteca do Estado de São Paulo.

Em 1884 participou de seu primeiro salão da Academia Imperial de Belas Artes, na cidade do Rio de Janeiro, para onde enviou dois retratos, um do frei Caetano de Troyana e outro do kaiser Guilherme I, bem como cinco estudos de cabeças realizados ainda em Berlim, os quais, se não lhe granjearam muita notoriedade, pelo menos justificaram sua pensão aos olhos do governo brasileiro.
No ano seguinte excursionou pelo Tirol, fixando-se em Mayrhofen, onde a título de experiência executou obras inspiradas no impressionismo com tipos e paisagens locais, mas por fim optou deliberadamente por seguir sua índole acadêmica, acentuando-se o caráter realista de suas composições. Depois visitou Munique, na época o mais dinâmico centro da cultura alemã, onde teve aulas com Karl von Piloty. A viagem não foi longa, devido a exigências nos termos de seu contrato de pensão, e em 1886 seguiu para Roma, onde abriu em 1887 um ateliê na Villa Strohl-fern, um palacete com cem ateliês de aluguel que foram frequentados por muitos artistas que se tornariam famosos, como Ilya Repin, Emil Fuchs e Mikhail Vrubel.
Após sua instalação, já ausente do Brasil há muitos anos, pediu autorização do imperador para uma visita de seis meses à pátria, chegando em Porto Alegre em agosto de 1887 e sendo recebido com festa em um navio embandeirado lotado de amigos e admiradores. Embora em férias, pintou vários retratos que causaram impressão muito positiva e mostrou obras trazidas da Europa, tornando-se logo uma unanimidade de crítica e de público, objeto de várias notas e artigos na imprensa. Por força dos compromissos assumidos, deixou Porto Alegre em novembro, seguindo para o Rio de Janeiro, onde realizou sua primeira exposição individual, em fevereiro de 1888. Apresentando dez trabalhos, o evento foi um êxito. Oscar Guanabarino, arrebatado, o considerou o mais destacado pintor do Brasil. Aproveitou a estadia na cidade para visitar o imperador, a fim de expressar sua gratidão pelo auxílio recebido. Durante o encontro o monarca admirou-se com a tela Direitos documentados, que viu em uma fotografia trazida pelo artista. Informado de que a obra lhe fora enviada da Europa como presente, disse que ela jamais havia chegado às suas mãos. Weingärtner acabou descobrindo que ela havia ficado retida na alfândega e, não sendo reclamada, fora posta em leilão, e teve grandes trabalhos para localizá-la e recuperá-la do adquirente. O caso foi muito comentado na imprensa e atraiu grande público adicional para a exposição que estava em andamento.
Terminadas suas férias, voltou a Roma, onde iniciou um período especialmente fértil de sua carreira, trabalhando incansavelmente e visitando locais de interesse histórico e artístico, como ruínas, museus e monumentos, sendo especialmente atraído pela aura fascinante de Pompeia e Herculano, que alimentaram seu amor pela Antiguidade e lhe abriram um novo repertório de motivos e modelos formais. Roma, embora já não sendo mais o foco da vanguarda artística europeia como fora durante séculos antes, ainda era um grande polo cultural, escolhida como domicílio de outros importantes artistas brasileiros em formação, como Zeferino da Costa e Henrique Bernardelli, com quem manteve contato, e ali pode ter recebido influência dos acadêmicos realistas Giacomo Favretto, Nino Costa, do grupo In Arte Libertas e sobretudo de Domenico Morelli, na época o mais destacado representante italiano desta escola. Seu atelier, como registrou Ercole Cremona, "era um verdadeiro repositório de coisas de arte, metodicamente grupadas; peles raras de animais da terra distante punham no ambiente um quê de saudade... Nesse ambiente vivia o pintor, trabalhava de sol a sol". Passava os verões no vilarejo de Anticoli Corrado, em companhia de seu amigo e pintor espanhol Mariano Barbasan, desfrutando da paisagem luminosa e colorida da região, que surge em vários trabalhos de fatura mais livre e cores mais vibrantes, onde parece apreciar mais a pura materialidade da pintura. Até 1920 ficaria dividido entre Itália e Brasil, realizando muitas viagens e diversas exposições individuais e coletivas, em geral vendendo bem, às vezes os lotes inteiros de suas individuais.
Em 1891, já no Brasil, foi contratado como professor de Desenho Figurado na Escola Nacional de Belas Artes, no Rio, mas passava suas férias no sul, onde aprofundou seu interesse pelos aspectos típicos das regiões de colonização alemã e italiana, que já havia começado a abordar ainda na Europa há alguns anos. Datam deste período obras importantes como Tempora mutantur (1889), Chegou tarde! (1890), Fios emaranhados (1892) e Kerb (1892). Em 1893, ano em que demitiu-se do cargo na Escola Nacional, foi incluído na representação brasileira para a Exposição Universal de Chicago, suscitando elogios, e fez um giro pelo interior do Rio Grande do Sul e Santa Catarina, documentando a Revolução Federalista e fazendo apontamentos para uma série de obras dedicadas a temas gauchescos, que assumiriam um lugar de relevo em sua produção posterior.

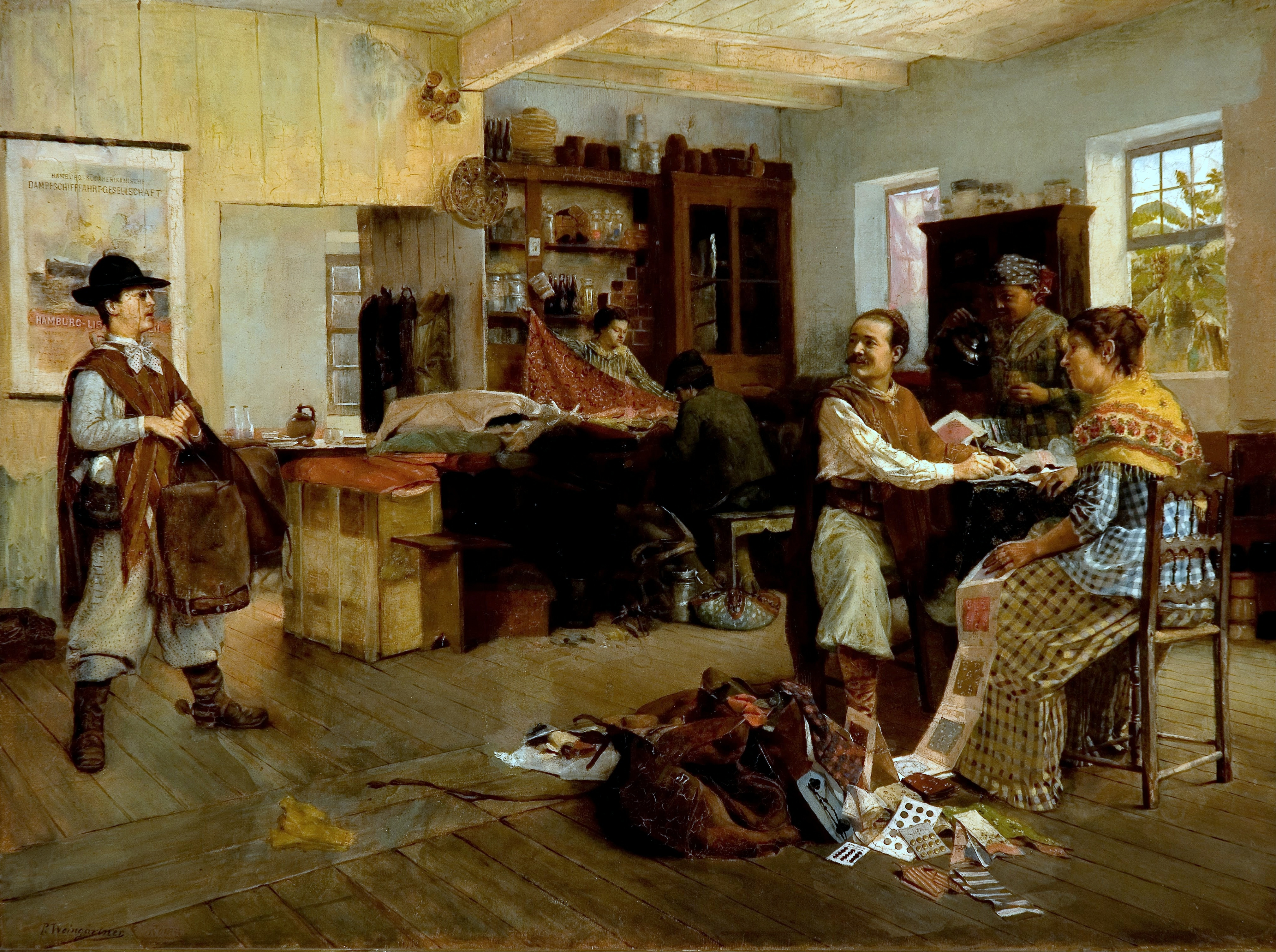
Chegou tarde!, 1890. Museu Nacional de Belas Artes

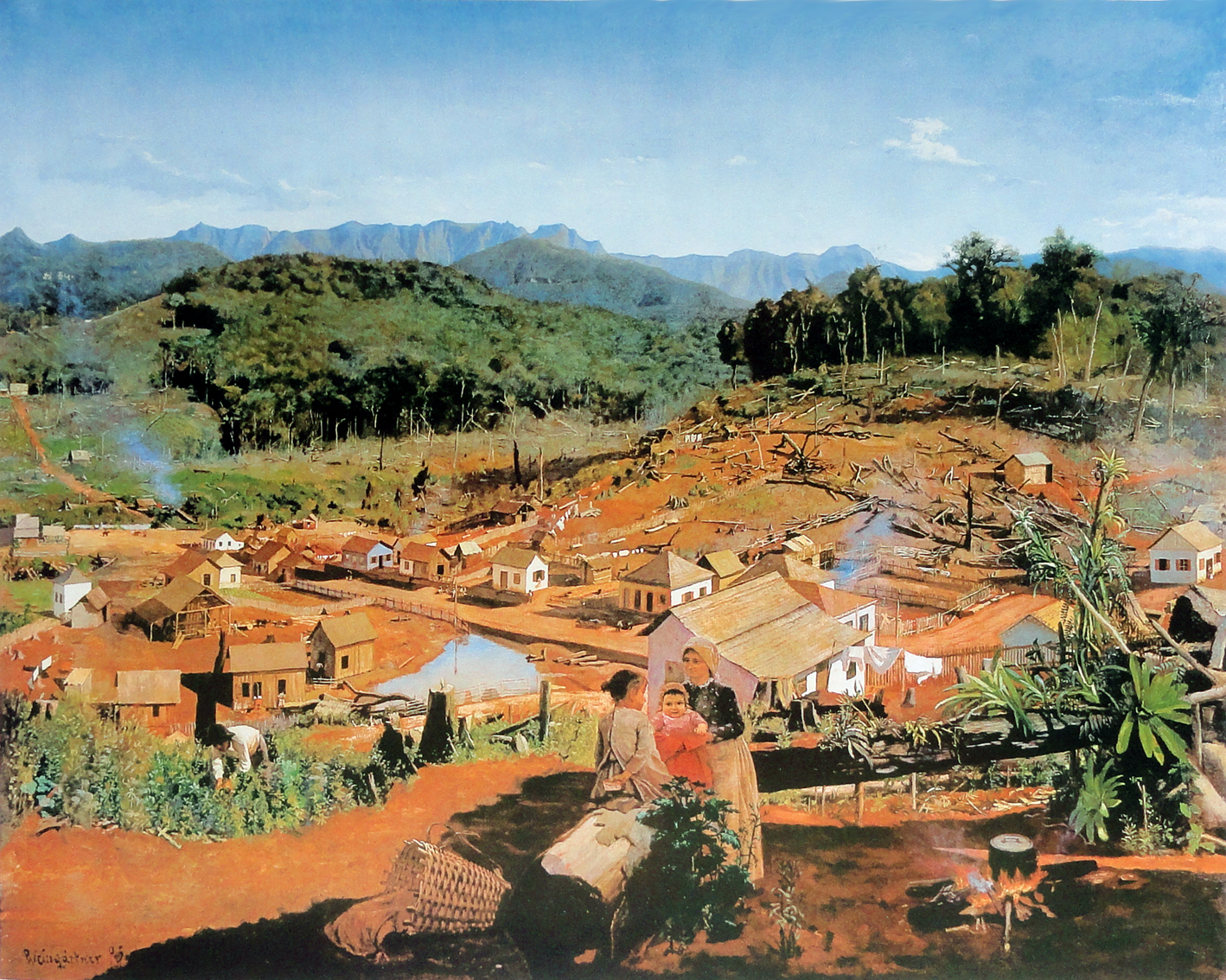
Vida nova (Nova Veneza), 1893. Acervo municipal de Nova Veneza

Em 1896 estava novamente na Itália, mudando seu atelier para a Associazione Artistica Internazionale, na Via Margutta, uma academia que concentrou os brasileiros que estudavam na cidade e que atraiu muitos estrangeiros notáveis como Fortuny, Böcklin e Lenbach, e era também uma espécie de clube social onde se organizavam saraus e festas. O dinâmico grupo que a frequentava possivelmente foi uma influência sobre o brasileiro. Lá recebeu um honroso e especial convite para expor no salão da Escola Nacional, feito pelo Conselho Superior de Belas Artes da República do Brasil. Somente outros três artistas receberam distinção semelhante: o brasileiro Zeferino da Costa e os franceses Puvis de Chavannes e Auguste Rodin, o que indica o prestígio que desfrutava. O mesmo, ao que se sabe, ocorria na Itália, tendo granjeado a estima da aristocracia romana e do próprio papa Leão XIII, e seu atelier se transformara em ponto de encontro de personalidades. O presidente brasileiro Campos Sales, quando esteve em visita à capital italiana, foi uma delas.
O ano de 1897 foi marcado pela notícia da morte de sua mãe. Entre esta data e 1898 realizou duas de suas mais aplaudidas exposições em Porto Alegre, numa delas vendendo o Tempora mutantur para o governo estadual, que o instalou no salão nobre do Palácio Piratini, mas aparentemente não estava no país, enviando as obras de Roma. Participou da Exposição Universal de Paris em 1900, e no mesmo ano voltou para o Brasil, pintado retratos em Porto Alegre e fazendo sua primeira exposição em São Paulo, com excelente receptividade, vendendo tudo, com três telas adquiridas por Campos Sales para ofertá-las ao presidente argentino Julio Roca, em visita oficial. O Correio Paulistano qualificou sua imaginação de "poderosa e brilhante", entre outros elogios, mas também relatou que alguns modernistas já começavam a criticá-lo como um "convencionalista nebuloso". Em março de 1902 partiu para Roma para mais um período de trabalho, mas continuou a enviar regularmente telas para o Brasil. Nesta época deve ter iniciado sua série de gravuras em metal, sendo um dos primeiros brasileiros a se dedicarem a esta técnica.
Voltou a Porto Alegre em 1905, a fim de recuperar-se de um esgotamento por excesso de atividades, e retornou à Itália em 1906. Em 1909 enfrentou uma inesperada onda de fortes críticas ao apresentar sua tela Rodeio, que foi vista pelo público portoalegrense como uma falsificação das verdadeiras características dos gaúchos, um caso isolado em sua carreira mas que o deixou bastante abalado. Neste momento, a conselho de Joaquim Nabuco, de quem se tornara amigo, viajou para Portugal, onde em meio a cenários e tipos pitorescos esperava esquecer o infeliz incidente, ao que parece com bom resultado, pois suas obras portuguesas têm cores vibrantes e uma atmosfera bucólica.
Em 1910 já estava novamente a caminho do sul, mas de passagem por São Paulo realizou outra exposição importante, com cerca de cinquenta telas, muitas com temas portugueses, recebidas efusivamente pela crítica e pelos colecionadores, que compraram todas. Entre elas estava A Fazedora de Anjos, que causou sensação e foi adquirida pela Pinacoteca do Estado de São Paulo, tratando de um tema lúgubre e atípico em sua obra, o infanticídio. Chegou em Porto Alegre no fim do ano e em 1911 casou-se com Elisabeth Schmitt, que conhecera em 1892. Disse o artista que somente agora, estando em uma situação econômica estável e confortável, sentiu-se seguro para assumir esta grande responsabilidade. No ano seguinte voltou a São Paulo para expor 46 pinturas. Em 1912 estava outra vez em seu ateliê em Roma, mas ali não se demorou. Disse Angelo Guido que o pintor estava em crise:

A fazedora de anjos, 1908, Pinacoteca do Estado de São Paulo

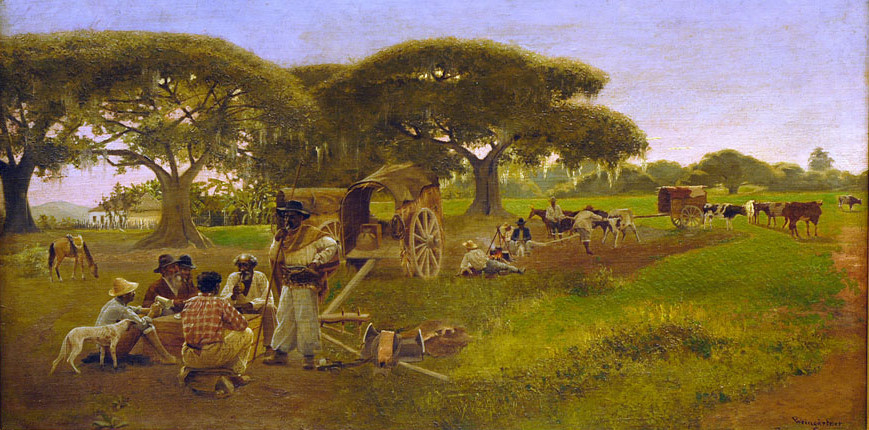
Pousada, 1914. Pinacoteca APLUB

"Chegara a um desses pontos críticos na vida do artista, o qual, sendo de plenitude, é ao mesmo tempo aquele que pode representar a impossibilidade de ir mais adiante ou de continuar a ascensão. Efetivamente, ao voltar para seu atelier em Roma, continua a trabalhar assiduamente como antes, mas parece não ter ânimo para enfrentar algumas daquelas composições de motivos clássicos ou de vivo conteúdo humano que lhe firmaram o renome de artista. Limita-se a pintar pequenos quadros de gênero, onde não o espírito criador está presente, mas a habilidade técnica, que a tinha aliás, altamente desenvolvida. Sente que precisa de motivos novos, de uma nova paisagem natural e humana que o emocione, como o emocionaram os assuntos clássicos e os aspectos de Anticoli.... E seus pensamentos e anseios de realização voltaram-se para o Rio Grande do Sul. Não que não o tivesse pintado com suas paisagens e suas gentes, mas talvez se apercebesse que sua terra tinha aspectos e motivos ainda não estudados com a paixão com que estudara aqueles de Anticoli, que lhe inspiraram tão notáveis telas.... sentiu que em contato com a nossa paisagem poderia realizar coisas novas, não pintadas ainda por ninguém, como efetivamente depois as pintou, associando deste modo, mais vivamente, a sua arte à terra em que nasceu".
De fato, em 1913 voltou ao Brasil. Passando pelo Rio mostrou vários trabalhos, com excelente repercussão, e em Porto Alegre participou da fundação do Centro Artístico, uma associação que objetivava desenvolver o gosto pelas artes no estado. Após seis meses de sua chegada apresentou, numa exposição organizada pelo Centro, 33 novas pinturas que retratavam os hábitos e personagens típicos do estado, mas já não tanto os imigrantes e os caixeiros-viajantes, concentrando-se em vez nos gaudérios do pampa, um tema inédito na pintura brasileira, vendendo quinze telas. Mesmo assim, não abandonaria outros temas que lhe foram caros anteriormente. Em 1920 deixou para sempre a Europa e se fixou definitivamente na capital gaúcha.

### Anos finais
Instalou um atelier em sua casa e a despeito da idade avançar ainda sentia-se vigoroso, continuando sua produção artística em ritmo intenso. Trabalhou em diversas temáticas, mas deu especial atenção, nesta fase, às paisagens, retratando os cenários de diversas localidades do estado. Continuava a expor com regularidade em Porto Alegre e no centro do país, e, como sempre, era recebido favoravelmente e ainda vendia muito. Mas pouco a pouco o peso dos anos se fazia sentir. Passou a experimentar algumas dificuldades motoras e a visão enfraquecia, já pouco viajava.
Em 1925, sempre fiel à sua estética acadêmica, fez sua última exposição em Porto Alegre, que teve fraca receptividade. Os tempos mudavam, fermentava um novo modelo de civilização e de cultura, e seu estilo já soava como um anacronismo. Depois disso o mestre não foi mais visto em público. Em 1927 sofreu um derrame que o deixou hemiplégico e prejudicou seriamente sua lucidez e sua memória. Faleceu um dia após o Natal de 1929. Vários jornais noticiaram seu desaparecimento, mas notava-se que não falavam dele com o entusiasmo de antes.

## O homem

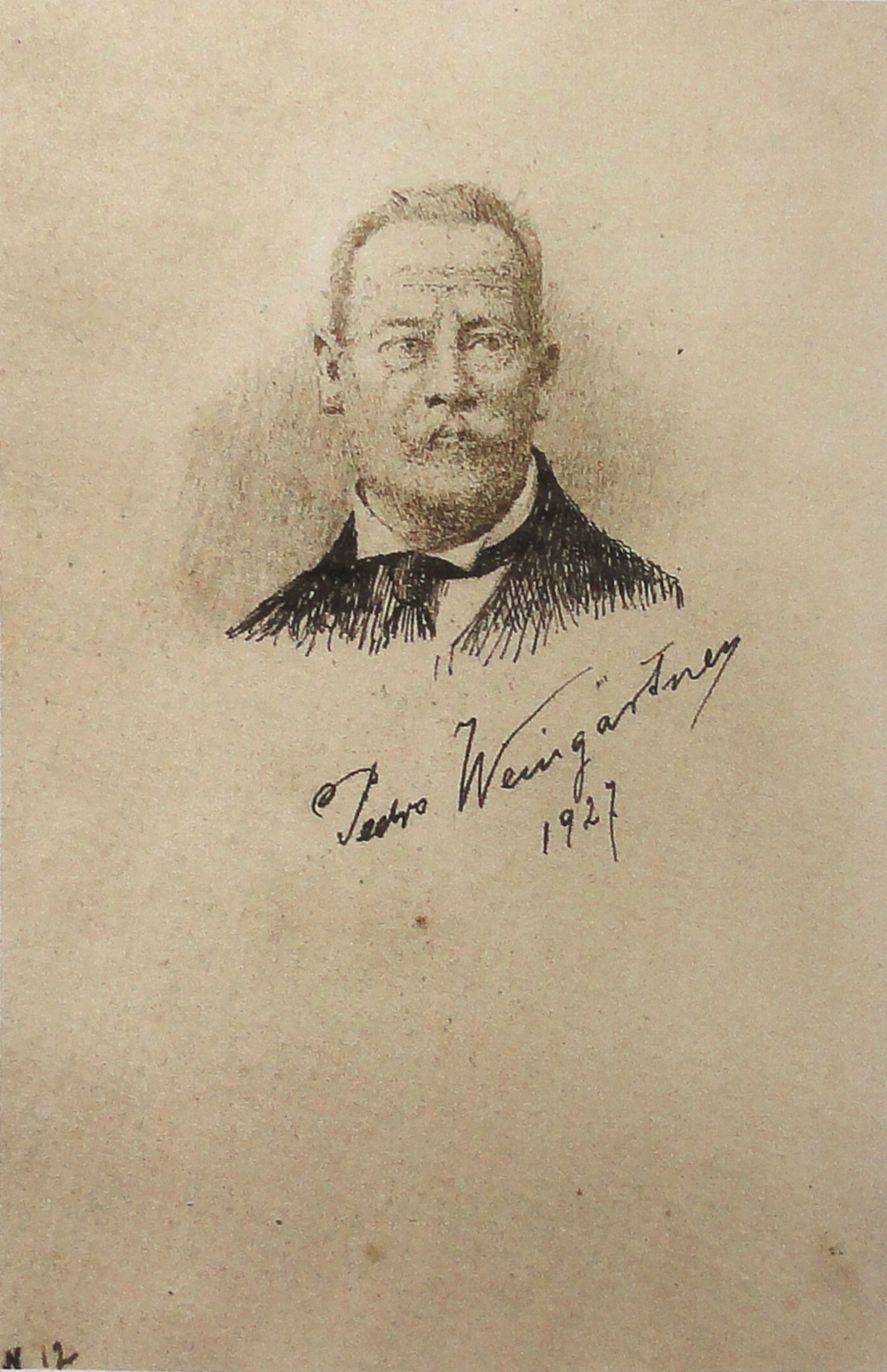
Auto-retrato assinado, 1927

Praticamente só contamos com os registros de Angelo Guido sobre sua personalidade, mas deve-se notar que o biógrafo muitas vezes tende a enaltecer seu sujeito. Embora não haja razões para desconfiar da verdade do que disse, ao descrever suas muitas virtudes parece se deixar levar pela poesia que nutre um admirador e pela amizade que com ele entreteve. Um trecho serve como uma impressão sucinta de sua pessoa e da apreciação que o autor lhe fez:
"Certos aspectos da pintura de Pedro Weingärtner só poderão ser compreendidos em toda a sua significação se tivermos em conta a própria índole do pintor, calma, vivamente compreensiva e dotada da profunda capacidade para se afeiçoar às criaturas, aos lugares e às coisas. O traço fundamental do seu caráter era incontestavelmente a bondade. E por ser bom era igualmente compreensivo e simples, de uma simplicidade tão natural, tão do seu feitio que chegava, por vezes, a parecer infantil, na vida como na arte.
"Embora reservado e sonhador, ninguém era mais sem complicações do que ele, mais acessível e suavemente comunicativo e delicado no trato com as pessoas que sabiam chegar até sua alma; alma que não se abria facilmente e nunca se manifestava em efusões estrepitosas. Mas que nem por isso deixava de estar sempre atenta para receber e amar o que fosse belo e digno, puro e sincero. A impressão que Pedro Weingärtner nos deixou quando pela primeira vez lhe falamos, numa exposição em São Paulo, foi de que antes de tudo ele era uma alma. E quando, mais tarde, em Porto Alegre, também numa exposição, de novo o encontramos e pudemos ter a satisfação de o conhecer melhor, pareceu-nos que aquela alma devia andar sempre cheia de sol e que mesmo em momentos de preocupações e tristezas, que não podiam faltar a quem como ele era tão bom e tão sensível, sempre havia sol a coar entre as sombras, como através daquelas pérgolas acolhedoras que frequentemente vemos em seus quadros, onde à vida das criaturas quis associar a beleza da luz e os encantos da natureza".

## Seu contexto

### O academismo europeu e sua influência no Brasil

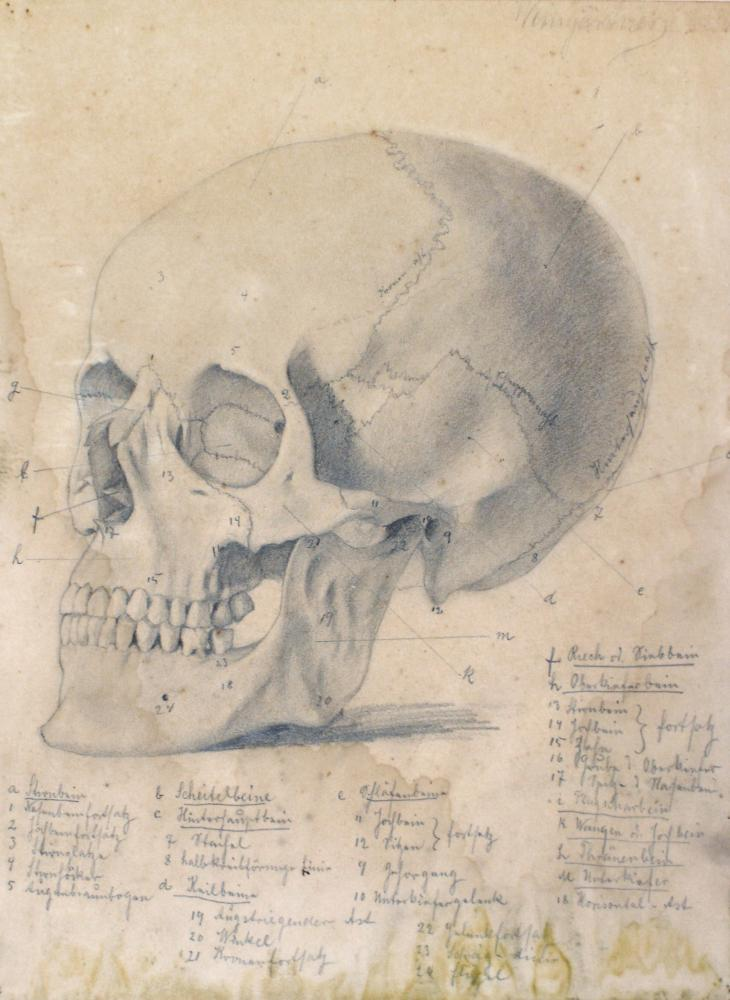
Estudo de crânio, sem data. Pinacoteca Barão de Santo Ângelo

A obra de Pedro Weingärnter se insere perfeitamente no panorama da pintura brasileira na passagem do século XIX para o século XX. Este panorama era determinado pelas convenções do academismo, que neste período se constituía em uma mistura eclética de tendências neoclássicas, românticas, naturalistas e realistas. O centro dinâmico da pintura nacional  era a Academia Imperial de Belas Artes, patrocinada pelo próprio imperador como agente importante em seu programa nacionalista de modernização e unificação do Brasil para sua inserção digna em uma nova ordem capitalista internacional, e que na república foi reestruturada, sem mudanças essenciais, como Escola Nacional de Belas Artes. Ali deram aulas muitos dos pintores mais notáveis em atividade, irradiando um modelo estético e pedagógico que influiu em todo o país e inspirou a criação de várias academias regionais, como o Instituto Livre de Belas Artes de Porto Alegre. A Academia Imperial, mesmo sempre atravessando crises por falta de condições para um funcionamento pleno e por muitas discórdias internas, ditou o padrão de toda a melhor arte produzida no Brasil até fins do século XIX, privilegiou particularmente a pintura em detrimento das outras artes, formou uma coleção que hoje ornamenta o Museu Nacional de Belas Artes e outras instituições, lançou um fundamento teórico sólido e um método pedagógico adequado aos novos tempos e ajudou a formar um mercado, e sua sucessora, a Escola Nacional, pôde absorver lições do próprio modernismo para continuar a ter grande influência até os anos 1930 pelo menos. Seu círculo expandido incluía inúmeros outros artistas nacionais e estrangeiros, colecionadores e interessados em arte. A Academia Imperial também foi o principal alvo das críticas ao antigo sistema quando o modernismo passou a prevalecer.
O fato de Weingärtner não ter sido aluno da Academia Imperial é irrelevante para o entendimento de sua produção e de sua inserção na vida artística brasileira, pois as academias que frequentou na Europa funcionavam sobre as mesmas linhas e, na verdade, a instituição brasileira nasceu exatamente à imitação do modelo importado. Weingärtner participou de inúmeros salões gerais das duas academias e chegou a ministrar aulas de desenho na segunda, o que só confirma sua perfeita adaptação ao sistema nacional e a identidade ideológica entre as escolas do Brasil e as estrangeiras.
As academias ministravam um ensino graduado, sistemático e profissionalizante, com forte ênfase na perfeição técnica e na correta descrição da natureza e da figura humana, sendo necessários vários anos de estudos preparatórios até a qualificação. Na disciplina acadêmica a proficiência no desenho era fundamental, sendo o ponto de partida para a realização de toda obra, em qualquer das várias técnicas das artes visuais. Embora não se conheçam detalhes sobre como se deu o seu preparo nem de sua atuação como professor de desenho na Escola Nacional (Angelo Guido mal toca no assunto, dizendo apenas que cumpria seus deveres e não gostava da função, e Athos Damasceno só refere que era "competente e sensível"), sobrevive o programa do curso que ministrou, e que permite compreender a sistemática acadêmica da qual ele mesmo havia recebido sua formação:

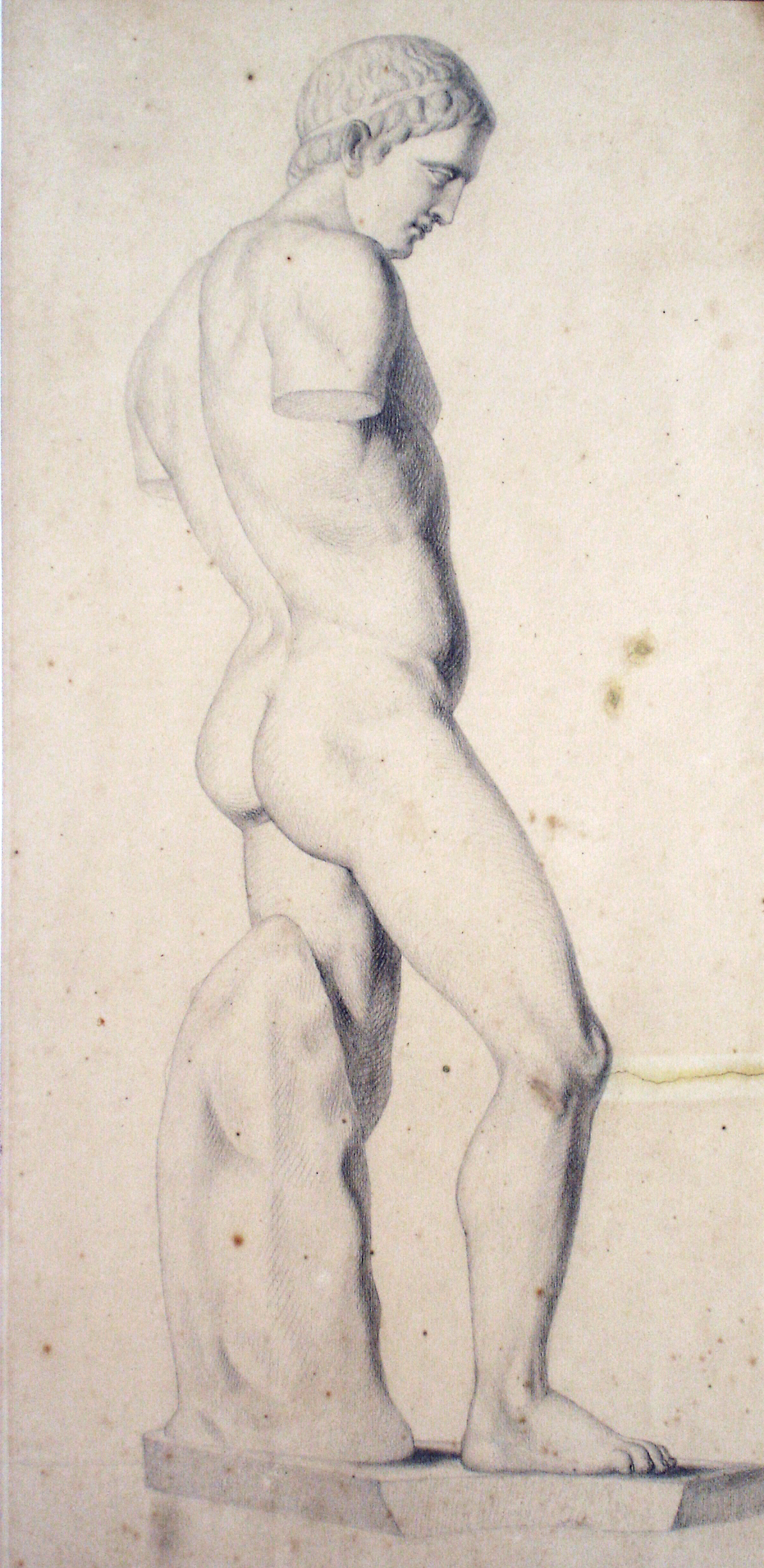
Cópia de estátua clássica, Pinacoteca Barão de Santo Ângelo

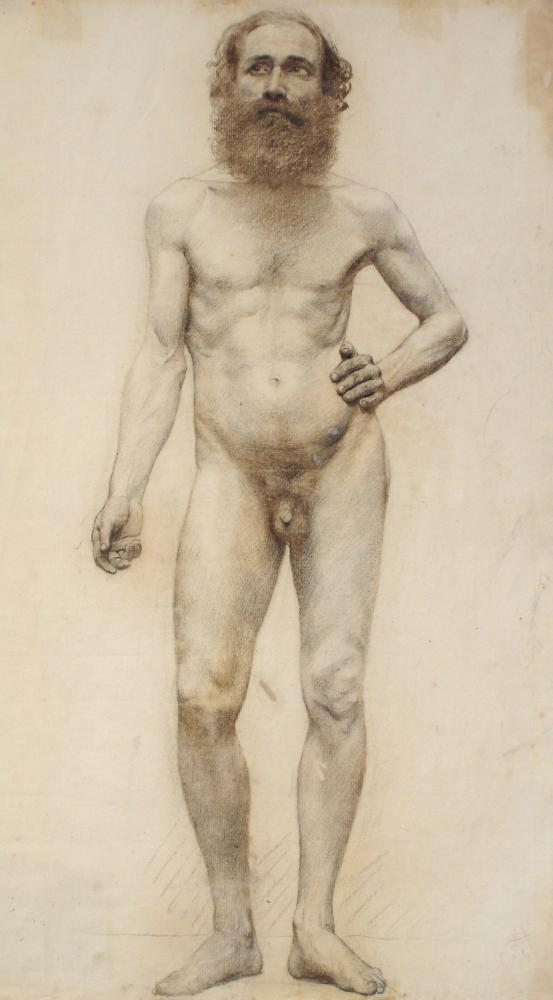
Estudo de modelo vivo, 1878. Pinacoteca Barão de Santo Ângelo

"Todo discípulo que entrar para a aula de desenho é obrigado a fazer um trabalho de prova, e conforme o trabalho que apresentar, entrará nas seguintes classes:
1º ano
1. desenho linear e figuras geométricas
2. desenho de folhas e ornamentos, cópias de fototipias
3. as mesmas folhas e ornamentos formadas do natural e reproduzidas em gesso
4. modelos em gesso apresentando boca, nariz, olhos, orelhas, etc.
2º ano
5. partes de extremidades mãos, pés, etc., formados em gesso do natural
6. máscaras, troncos, braços, pernas, formados do natural
7. bustos, cabeças, troncos de originais antigos
3 ano
8. figuras antigas em tamanho natural (conforme o espaço que houver na sala de desenho)
9. retratos em tamanho natural, modelo vivo"
Para a pintura também era essencial o perfeito domínio das técnicas de perspectiva, da teoria das cores, das características dos pigmentos e seu comportamento em combinação, das regras de composição, bem como um conhecimento aprofundado de anatomia humana e animal, além de ser importante o artista possuir uma sólida base em religião, história - em especial da Antiguidade e seus mitos - e em história da arte, conhecimentos que seriam de grande utilidade para uma representação coerente e convincente dos temas respectivos, além de demonstrar sua erudição. Todos esses tópicos eram estudados em teoria e na prática. Além disso, era parte inseparável dos cursos em suas etapas avançadas a cópia de obras de mestres consagrados para adquirir um bom senso de estilo e demonstrar competência técnica.
A necessidade de uma representação naturalista, porém, estava vinculada a convenções idealistas inspiradas nos mestres consagrados da tradição clássica, como maneira de assegurar a continuidade de uma venerada linhagem cultural que havia se formalizado durante o Renascimento mas que de fato remontava em última análise ao sistema educativo da Grécia Antiga conhecido como paideia. Centrais para o academismo eram as crenças que a arte pode ser transmitida pelo ensino - daí o apreço pela tradição - e que o talento apenas não conduz a lugar nenhum sem um treinamento disciplinado, racional e metódico. Neste corpo de valores a liberdade criativa individual não tinha um peso tão preponderante como veio assumir com o modernismo. Valorizava-se acima de tudo a autoridade dos mestres e buscava-se a produção de uma arte impessoal e funcional, que expressasse valores de interesse coletivo e que tinha, entre outros, o objetivo de educar o público e assim transformar a sociedade para melhor, adotando princípios que possuíam, além de um caráter estético, também um fundo ético e um propósito pedagógico. Mesmo que tenham recebido inumeráveis críticas ao longo de sua história, as academias foram inegavelmente o mais importante fator de estruturação de todo o sistema artístico do ocidente moderno, recebiam o patrocínio dos Estados e serviam como instâncias consagradoras e preservadoras de ideais não apenas artísticos, mas também políticos, culturais e sociais alimentados pelas classes dominantes. Não admira que os acadêmicos fossem repetidamente considerados conservadores e convencionalistas, quando não déspotas elitistas e retrógrados, pelas sucessivas vanguardas que floresceram muitas vezes à margem das instituições oficiais.
Quando Weingärtner foi estudar na Europa este modelo formalista e idealista estava entrando em crise, mesmo que nesta época ele estivesse alcançando o auge de sua abrangência, tendo se disseminado por toda a Europa e Américas e passado a influenciar até mesmo culturas não-ocidentais. A esta altura, com a rápida ascensão da classe média como mercado consumidor de arte, se tornaram cada vez mais frequentes liberdades em relação à rígida ortodoxia, tanto em termos de tema como de forma e técnica, a fim de atender aos gostos ecléticos e pouco eruditos de um público novo que já não via muito sentido nas solenes alegorias classicistas e nas obras históricas e religiosas tão prestigiadas nos períodos anteriores, proliferando as cenas de costumes, cenas domésticas, obras folclóricas, paisagens pitorescas ou exóticas, retratos, naturezas-mortas e todos os outros gêneros antes considerados menores. Ao mesmo tempo, a liberdade criativa individual se tornara uma bandeira inegociável para as novas gerações de artistas. Desta maneira, começava a tomar forma o que mais tarde foi conhecido como modernismo. Embora no Brasil a classe média demorasse muito mais para se tornar um mercado consistente, a tendência era na mesma direção, como provam as críticas de Gonzaga Duque, Angelo Agostini e outros intelectuais brasileiros, ligados ao modernismo emergente, a um sistema que já consideravam obsoleto e em vias de extinção.
Foi neste contexto renovado, multiforme e dinâmico que a heterogênea obra acadêmica de Weingärtner se construiu e se destacou no cenário brasileiro, preservando muitos aspectos do academismo tradicional, principalmente em termos técnicos e estilísticos, mas sensibilizando-se temática e poeticamente com a nova ordem de valores. O fato de ele ter sido pensionista do governo durante o império e amigo pessoal de Dom Pedro II, abriu-lhe as portas do mercado do Rio, a capital nacional, e tendo estabelecido laços de amizade com figuras eminentes da nova república, como Joaquim Nabuco e o presidente Campos Sales, o apoio que recebeu contribuiu significativamente para a consolidação do seu prestígio. Esta situação só viria a mudar no fim de sua vida, quando o modernismo começou a ganhar amplo espaço.

### O cenário italiano

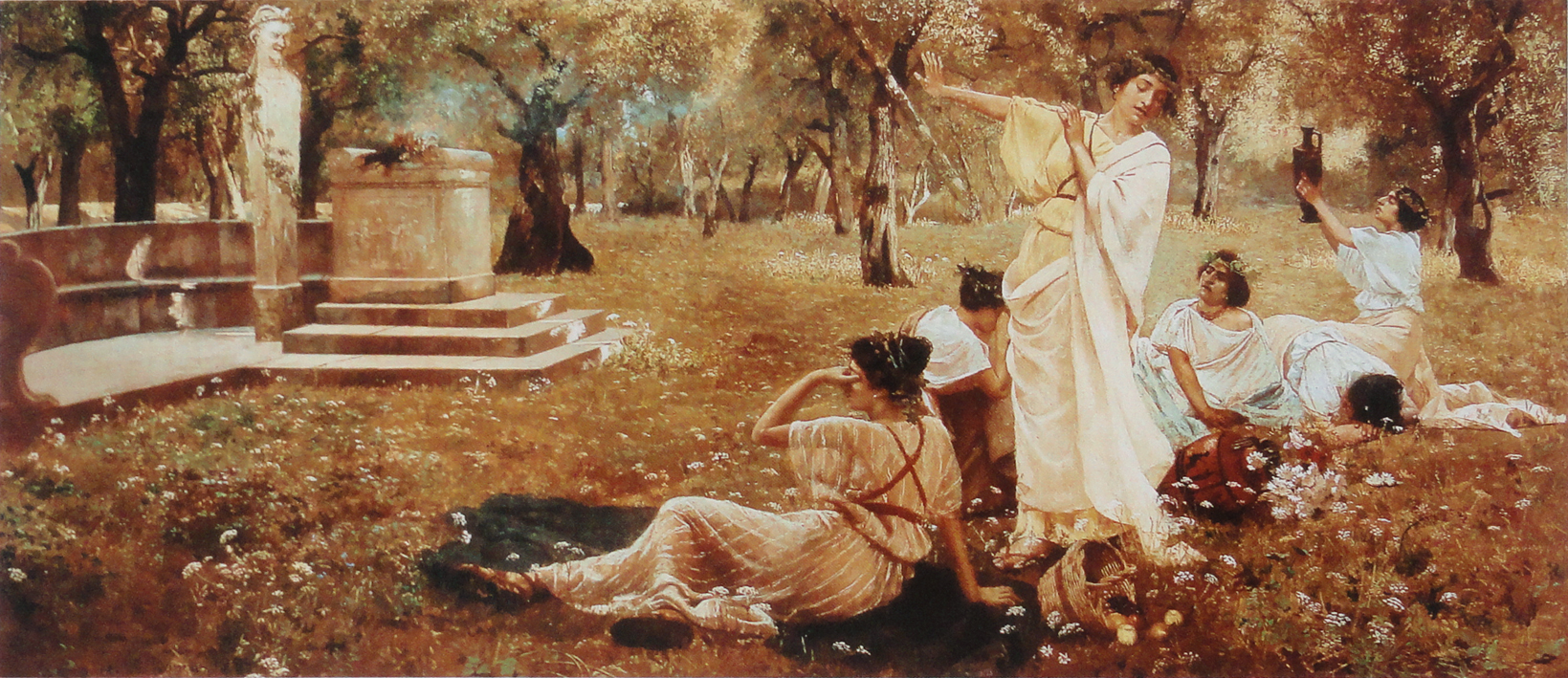
Oferenda ao Deus Pã, 1894. Coleção particular

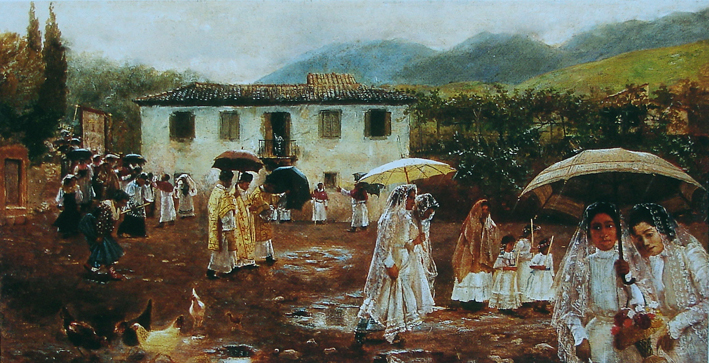
Procissão interrompida, 1898

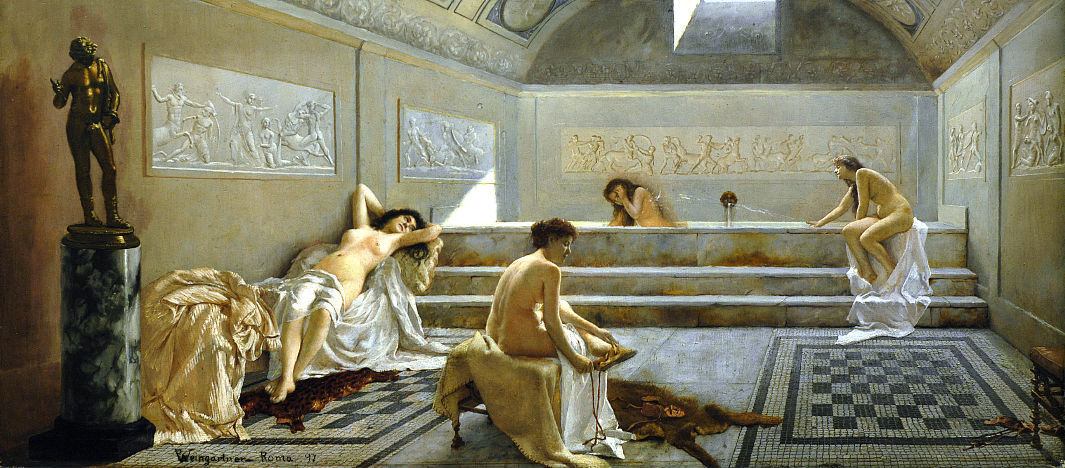
Pompeianas no frigidário, 1897. Pinacoteca APLUB

Sabe-se que Weingärtner prezava as tradições e era por temperamento indiferente ao experimentalismo, e a escolha de Roma como seu centro de atividade europeia se explica pelo fato de que a Itália em grande medida se tornara artisticamente conservadora, perdendo sua liderança para a França, que agora conduzia os avanços na arte internacional. Em meados do século XIX os italianos enfrentavam uma séria crise política, econômica e social, a população empobrecia, o desemprego aumentava, a produção agrícola estava desestruturada e em algumas regiões a fome afligia as classes baixas, desencadeando um grande êxodo populacional, e além disso se desenvolvia, em meio a sucessivas guerras, um árduo processo de unificação, quando até então a península era um mosaico de reinos independentes. Diante deste quadro difícil, para muitos artistas um retorno às glórias do passado clássico em busca de soluções para o dramas do presente se tornou o único caminho possível. Esse grupo atendia primariamente às expectativas de uma elite alheia aos conflitos, que privilegiava obras idealistas e bucólicas que não suscitassem maiores questionamentos. Weingärtner, aderindo voluntariamente ao programa acadêmico tradicional, onde a herança da Antiguidade tinha um peso considerável, encontrou nesses temas um ambiente propício para a expressão de algumas de suas próprias aspirações. Como analisou poeticamente Angelo Guido, essas pinturas satisfaziam seu amor a uma beleza calma, amável, ordenada e à sua visão risonha da vida:
"E que mais sugestivo ambiente que o de Roma, com suas ruínas veneráveis evocadoras de séculos de arte, seus palácios e jardins antigos, como os do Pincio e da Villa Borghese, as fontes habitadas por ninfas e nereidas, as históricas colinas, os pinheirais românticos e famosos, os arredores extra-muros que lhe falavam de rebanhos e pastores dos versos de Virgílio, onde a cada passo 'vigilantes e meditativas almas de pedra' parecem nos querer comunicar o segredo de uma beleza que se extinguiu, de histórias perdidas no tempo e de vidas inúmeras que silenciaram..." 
É de assinalar também sua associação com o grupo de artistas In Arte Libertas, que além de se dedicar a temas clássicos, se interessava pela paisagem italiana e seus aspectos folclóricos. Obras como Ceifa em Anticoli, Procissão interrompida, O retrato da noiva e muitas mais são representativas de sua atenção para com a vida da população rural e seus cenários pitorescos. Guido considera que esta mesma adesão ao classicismo iniciada em Paris deve ter sido um dos motivos que o levou a se transferir da França para a Itália, cuja herança do antigo Império Romano era em toda parte visível. Os próprios franceses ainda viam a Itália como uma perene fonte de inspiração, tanto que o maior prêmio da academia parisiense era uma bolsa de estudos para aperfeiçoamento em Roma.
No Brasil o tema da Antiguidade também ganhava simpatizantes, pois as escavações e descobertas arqueológicas que naquela época estavam sendo feitas em Pompeia e Herculano atiçavam a curiosidade de muitos. Vários artistas brasileiros abordaram o tema, destacando-se Rodolfo Bernardelli, Henrique Bernardelli e Zeferino da Costa. Outro que se dedicou a isso foi o celebrado Lawrence Alma-Tadema, que Weingärtner possivelmente conheceu na Itália, pois algumas de suas obras têm grande afinidade. Além disso, a preservação dessas cidades com suas habitações, mercados e oficinas, permitiu ao público penetrar mais no cotidiano do romano comum, enquanto que o que mais se conhecia até então eram os grandes monumentos públicos que falavam mais sobre a vida política, religiosa e artística do império. O próprio Weingärtner visitou as cidades e pintou várias telas diretamente inspiradas no cenário local. Nas palavras de Camila Dazzi:
"Weingärtner, portanto, está imerso em uma tendência igualmente nacional: a paixão por Pompeia, a possibilidade de repovoar através da arte as suas ruas de vida, encontrava, também no Brasil, os seus adeptos. E não nos referimos somente aos artistas, pois se as obras eram realizadas em grande parte na Itália, era o público brasileiro que elas  visavam, sendo enviadas para figurarem em exposições públicas onde podiam ser admiradas e adquiridas por particulares".

### O contexto riograndense

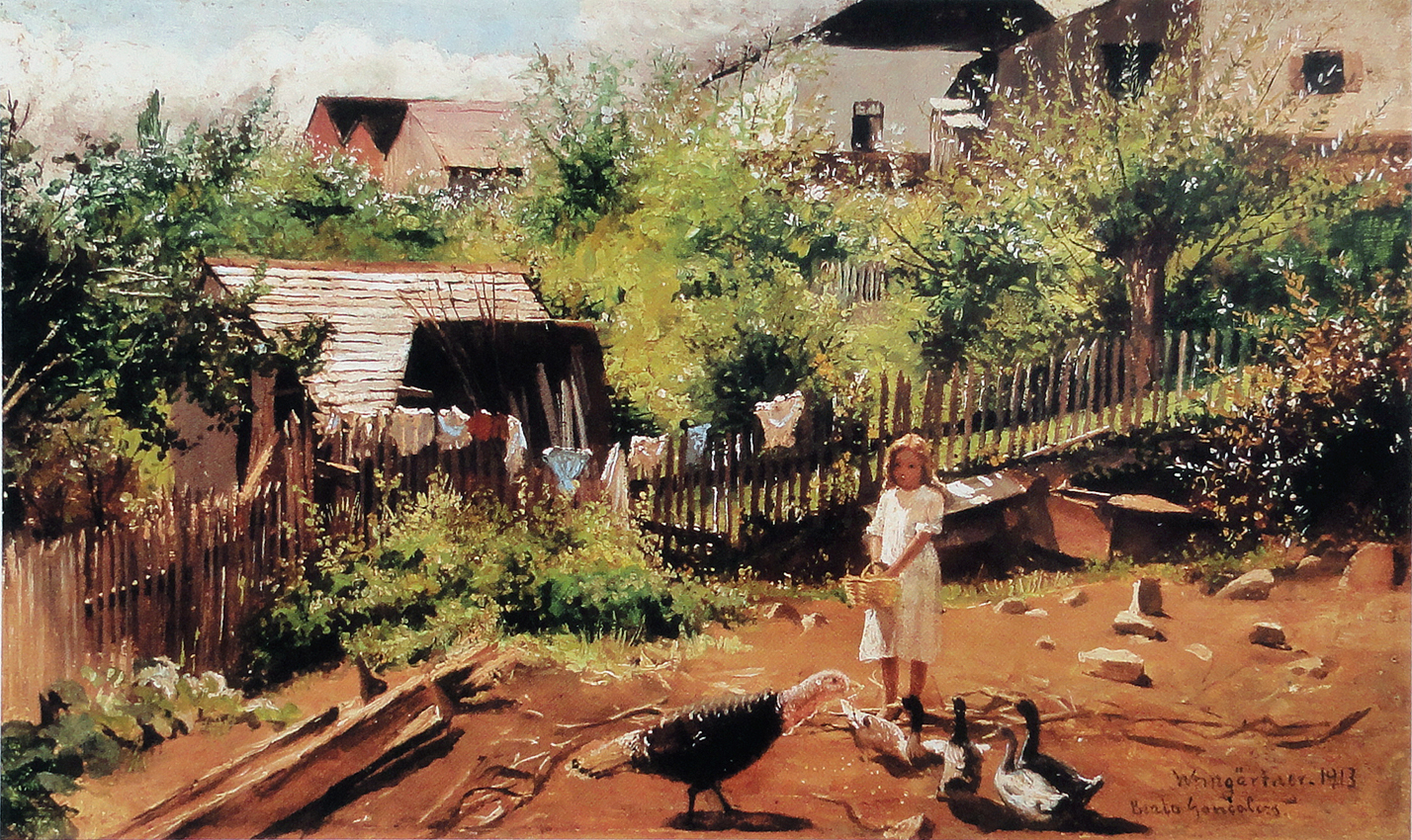
Fundo de quintal em Bento Gonçalves, na região de colonização italiana, 1913. Coleção particular

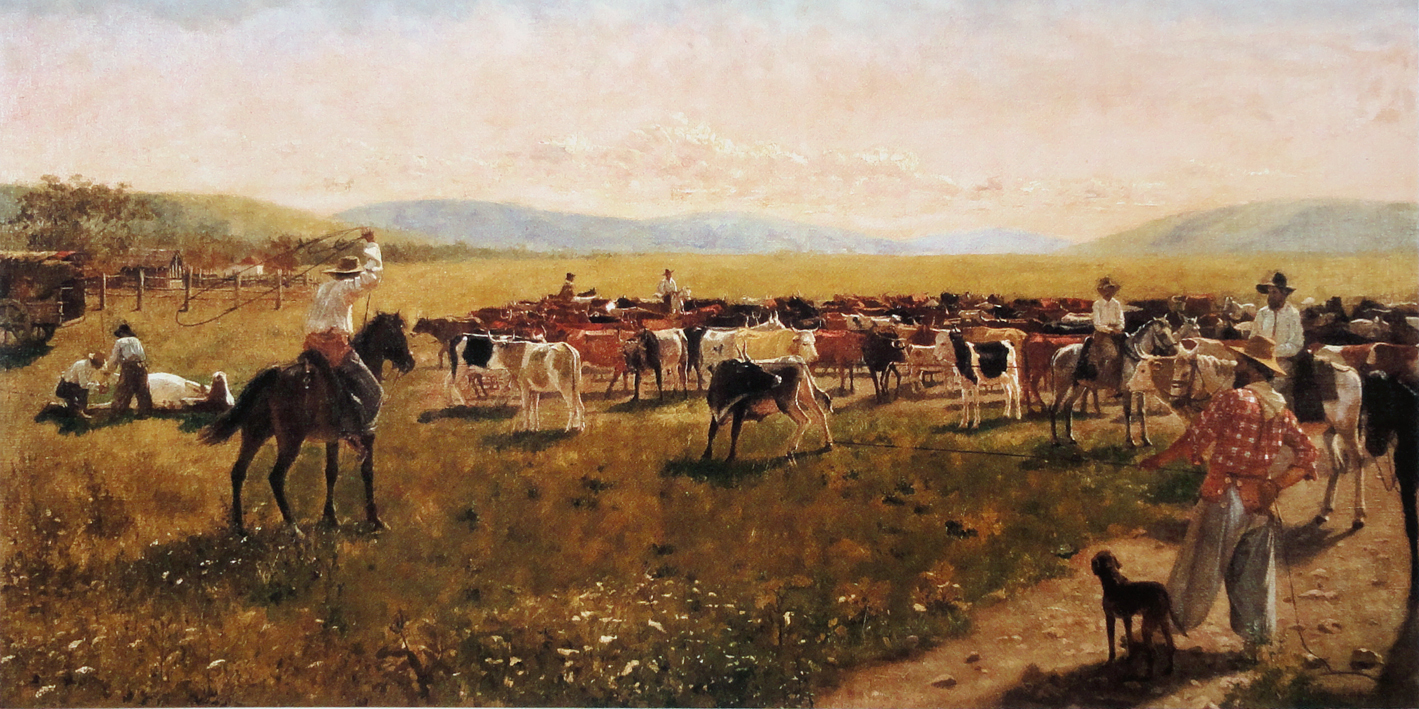
Peões laçando gado, temática gauchesca, 1908. Coleção particular

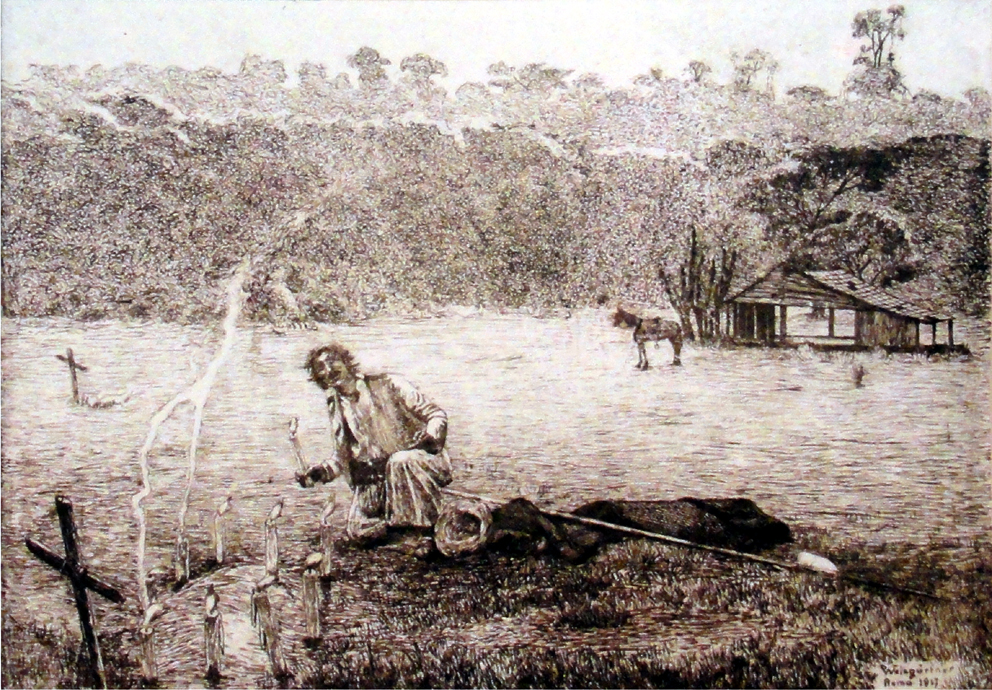
Remorsos, 1917, gravura em metal, reprodução de pintura de 1893 sobre a Revolução Federalista. Coleção particular

Weingärtner floresceu em um período de importantes mudanças no Rio Grande do Sul. Iniciava-se um processo de modernização na sociedade e na economia, e surgia uma classe burguesa abastada que passava a cultivar as artes com um interesse crescente. Tendo passado por asperezas e limitações durante a Revolução Farroupilha (1835-1845), Porto Alegre, a capital, experimentava rápida recuperação. Em 1858 foi inaugurada uma luxuosa casa de ópera, o Theatro São Pedro, os saraus literários viravam moda, em 1868 foi fundada a Sociedade Parthenon Litterario, reunindo os primeiros intelectuais e educadores de real mérito do estado, como Luciana de Abreu, Caldre e Fião, Múcio Teixeira, Apolinário Porto Alegre e Carlos von Koseritz, e em 1875 foi aberto o primeiro salão de artes.
Acompanhando a tendência da segunda metade do século XIX, em que o academismo brasileiro entrava em sua fase de apogeu, a burguesia local encontrava nesta escola seu ideal artístico, mas na década de 1870, quando Weingärtner foi estudar na Europa, Porto Alegre possuía apenas cerca de quarenta mil habitantes, em muitos aspectos ainda era uma cidade provinciana, e o mercado de arte recém começava a se formar. Na pintura, salvo a atuação pioneira do gaúcho Antônio Cândido de Menezes, que recebeu formação na Academia Imperial de Belas Artes, e uns poucos artistas visitantes com bom preparo, como o já citado Delfim da Câmara, Bernardo Grasseli e Francisco Viriato de Freitas, que também deram aulas, o cenário na pintura era caracterizado pelo diletantismo.
O impulso de progresso se acelerou na virada para o século XX com um grande programa de obras públicas e reurbanização da capital, estimulado pela difusão da filosofia positivista, adotada pelo governo, tanto que em 1908, com o apoio oficial, pôde enfim ser fundada a primeira academia, o Instituto Livre de Belas Artes, embora seus inícios tenham sido muito modestos, oferecendo apenas cursos de música e desenho, e o curso de pintura só viesse a ser ministrado em bases regulares a partir de 1936.
Mas a elite consumidora de arte, e muito mais o público em geral, em termos artísticos permaneciam bastante conservadores, ignorando as novidades que apareciam no centro do país e continuando a preferir as obras acadêmicas, e por isso durante a maior parte de sua carreira o pintor encontrou resposta tão favorável junto aos seus conterrâneos. Por outro lado, o mercado de arte da cidade no início do século XX ainda era pequeníssimo (vide nota:) e não podia absorver a sua grande produção, como lamentou Olinto de Oliveira, um de seus maiores defensores, acusando a população, também, de ter uma mentalidade excessivamente provinciana para reconhecer a sua verdadeira grandeza. A despeito da crítica, Weingärtner se encontrava em uma posição bastante privilegiada na atenção dos portoalegrenses, e mesmo que não vendesse muito ali a não ser retratos e estivesse ausente por longos períodos, marcava presença enviando obras diversificadas com regularidade para exposição. A própria abordagem que fez dos temas regionalistas se inseriu com perfeição em um programa ideológico do governo que buscava consolidar a figura do gaúcho e do imigrante como símbolos identitários do estado, sendo o primeiro a trabalhar com tais temas.
No entanto, segundo Círio Simon, na república sua antiga ligação com o regime imperial às vezes lhe trouxe problemas, e é significativo que não fosse chamado a integrar o quadro docente do Instituto Livre depois que se fixou em definitivo em Porto Alegre. O pintor, porém, não se filiava a ideologias políticas, tanto que não se esquivou de retratar o carismático presidente positivista do estado, Júlio de Castilhos, e pintar cenas da Revolução Federalista. É também ilustrativo das contradições do seu contexto que o mesmo Instituto adquiriu uma obra sua para a Pinacoteca que iniciava a se formar ao elevado custo de dois contos de réis, pagos pelo governo, e que o diretor da Escola de Artes do Instituto, Libindo Ferrás, o tenha convidado para participar das bancas finais de avaliação de alunos.

## Obra

### Pintura

#### Aspectos gerais

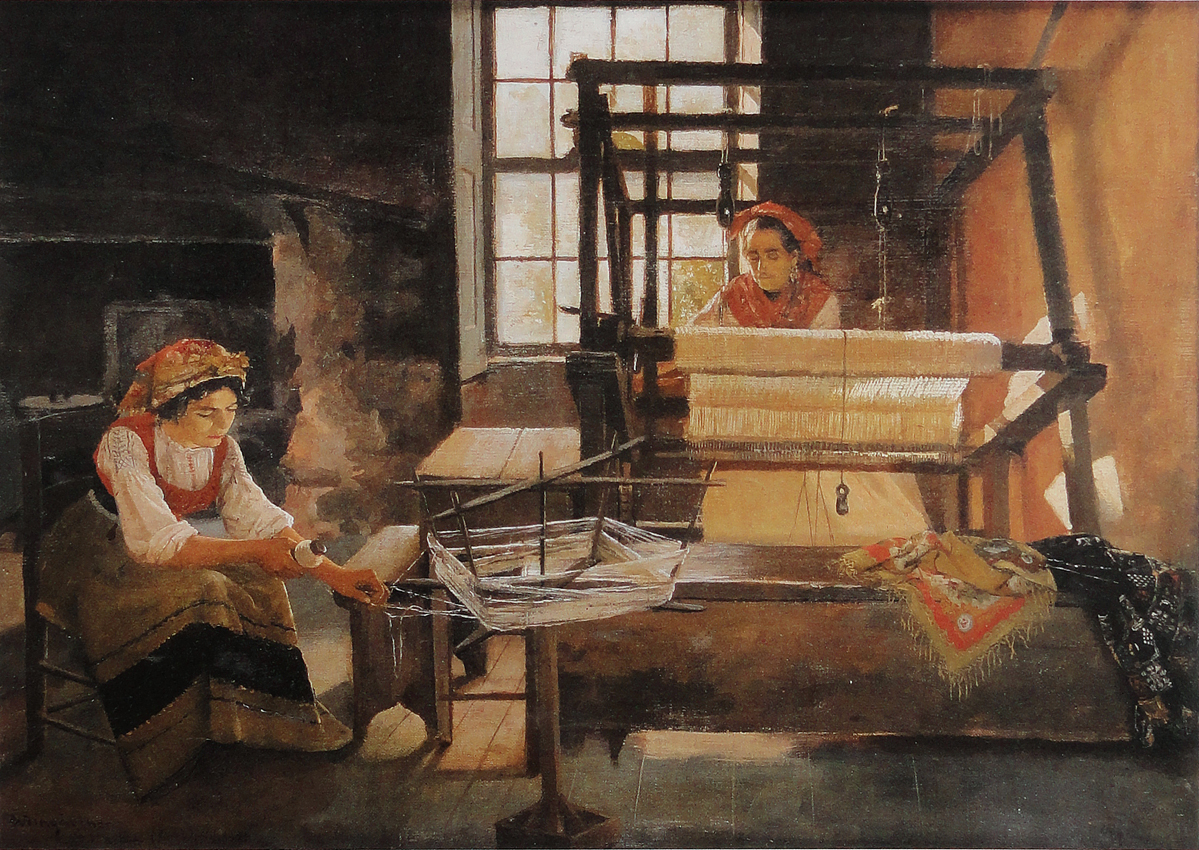
Tecelãs, 1909. Coleção particular

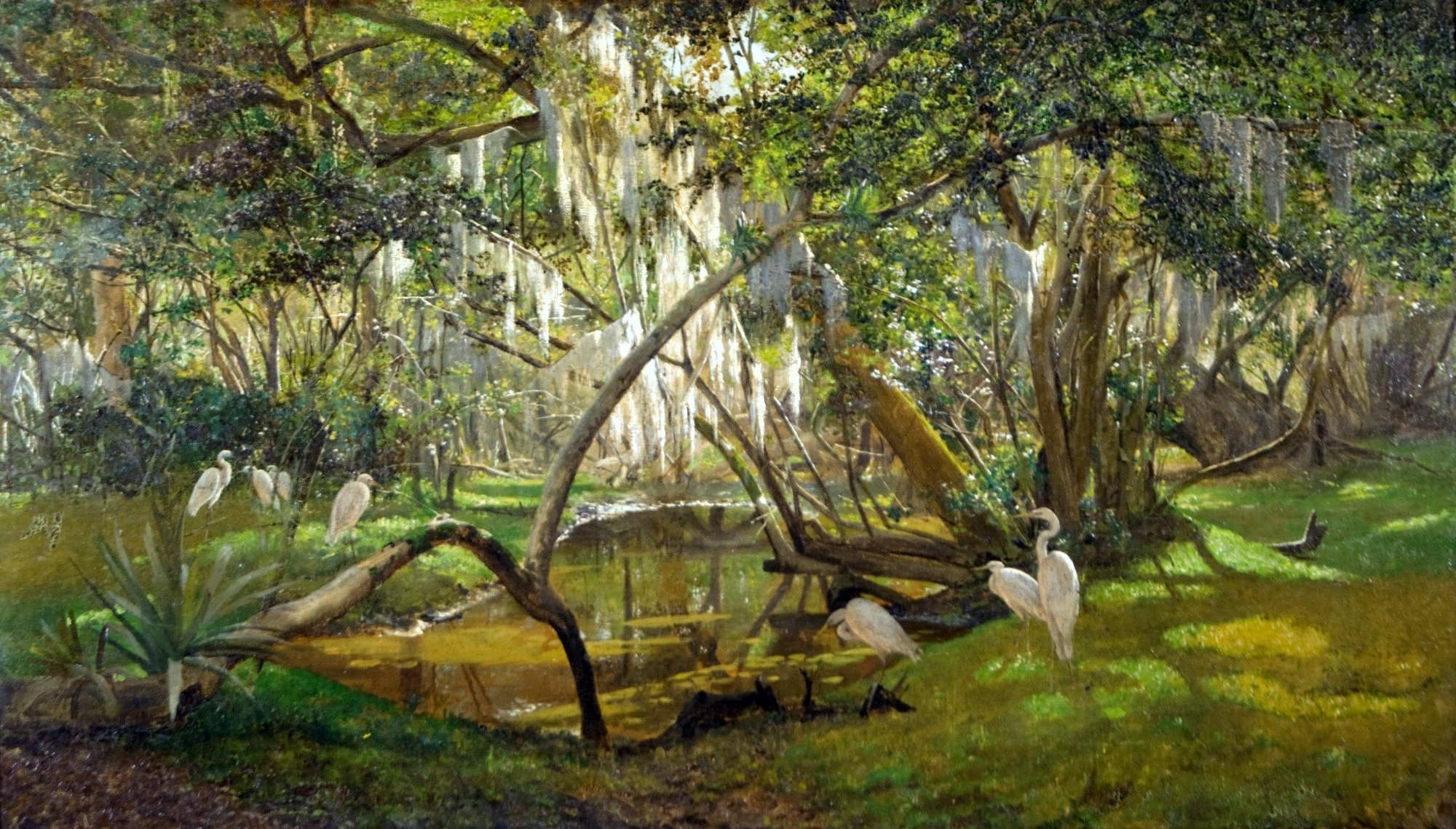
Garças, 1913. Pinacoteca Barão de Santo Ângelo

Trabalhador incansável e perfeitamente disciplinado, Pedro Weingärtner deixou uma obra pictórica vasta, cosmopolita e eclética, em que abordou temas mitológicos e classicistas, folclóricos, retratos, paisagens, paisagens urbanas, cenas de gênero, fantasias românticas e exóticas, mas são mais importantes, como foi reconhecido ainda em sua vida, as cenas de gênero e as obras regionalistas sobre o sul do Brasil, onde deixou um notável documento humano e social de seu tempo. Permaneceu fiel às suas origens mas foi adaptável o bastante para sintonizar com o espírito do seu tempo e dos lugares por onde passou. Apesar de pintar principalmente para as elites que dispunham de recursos para comprar arte, sua obra não é limitada pelos ideais desta classe, pois inúmeras vezes retratou o povo de maneira sensível, simpática e honesta, sendo significativo que desse a esses sujeitos mais humildes um tratamento dignificante. A acusação que os modernistas lhe fizeram, às vezes repetida em tempos recentes, de ser um acadêmico conservador e convencional, é uma visão tendenciosa e datada da história, elaborada por aqueles que triunfaram na disputa pelo mercado e pelo controle da crítica. Agora, transcendendo as controvérsias internas do mundo da arte, se volta a reconhecer sua posição eminente num contexto histórico e social mais amplo. Weingärtner respondeu às demandas de um público expressivo em termos de número e em termos de poder econômico e político, tornando-se um dos seus favoritos ao longo de quase toda a sua carreira. Raríssimos eram os artistas que como ele vendiam todas as obras de suas exposições e receberam tantas críticas positivas sem despertar controvérsia importante. Seu desbravamento da temática do gaúcho também fala de um espírito que, se bem que satisfeito com o estilo que escolhera e avesso a experimentalismos formais, pôde se abrir para novos horizontes, deixando na temática do regionalismo uma contribuição qualificada e inovadora para a pintura brasileira. Um tanto surpreendentemente, considerando a popularidade que os gêneros da pintura religiosa, das cenas orientalizantes e as naturezas-mortas desfrutavam em sua época, não deixou nada nestes campos.
Possuía uma técnica refinada, com um desenho seguro, uma paleta rica mas contida e harmonizada, um equilibrado senso de composição, um sensível manejo da luz e uma notável capacidade de observação e descrição da natureza, sempre dando meticulosa atenção ao detalhe, chegando a se aproximar dos efeitos da fotografia, o que tornava seu estilo inconfundível para seus contemporâneos. Efetivamente ele usou fotos para criar muitas das suas composições e detalhar os diversos objetos que pintou, uma prática que se tornava cada vez mais comum. Sua associação com a técnica vinha desde quando ainda era um estudante, e quando passou por tempos de pobreza pensou em dedicar-se profissionalmente à fotografia. Era também amigo íntimo de fotógrafos, como o Lunara, com quem saía frequentemente em passeios.
Sempre demonstrou uma preferência pelas obras de pequenas dimensões, e mesmo nas grandes seu amor ao detalhe parece revelar uma vocação de miniaturista. Mas além de uma inclinação natural, circunstâncias de mercado influíram em suas escolhas, pois obras grandes eram vendidas com muito maior dificuldade. Outro aspecto interessante em seu método é a reutilização dos mesmos elementos em várias obras diferentes. Isso se torna flagrante na paisagem que aparece em Tempora mutantur. A mesma paisagem já foi identificada em seis outras obras, cinco pinturas - Cena de guerra (1894), A derrubada (1894), Paisagem derrubada (1898), Carreteiros gaúchos chimarreando (1911), A morte do lenhador (1924) - e na gravura Paisagem de Tempora mutantur, sem data. Tempora e Gaúchos chimarreando estão ilustradas abaixo para evidenciar a semelhança.

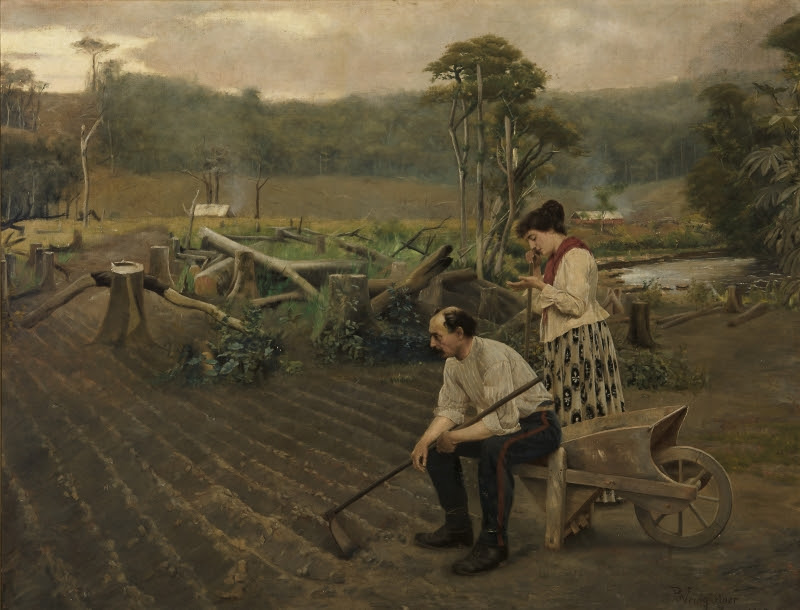
Tempora mutantur, 1889. Museu de Arte do Rio Grande do Sul

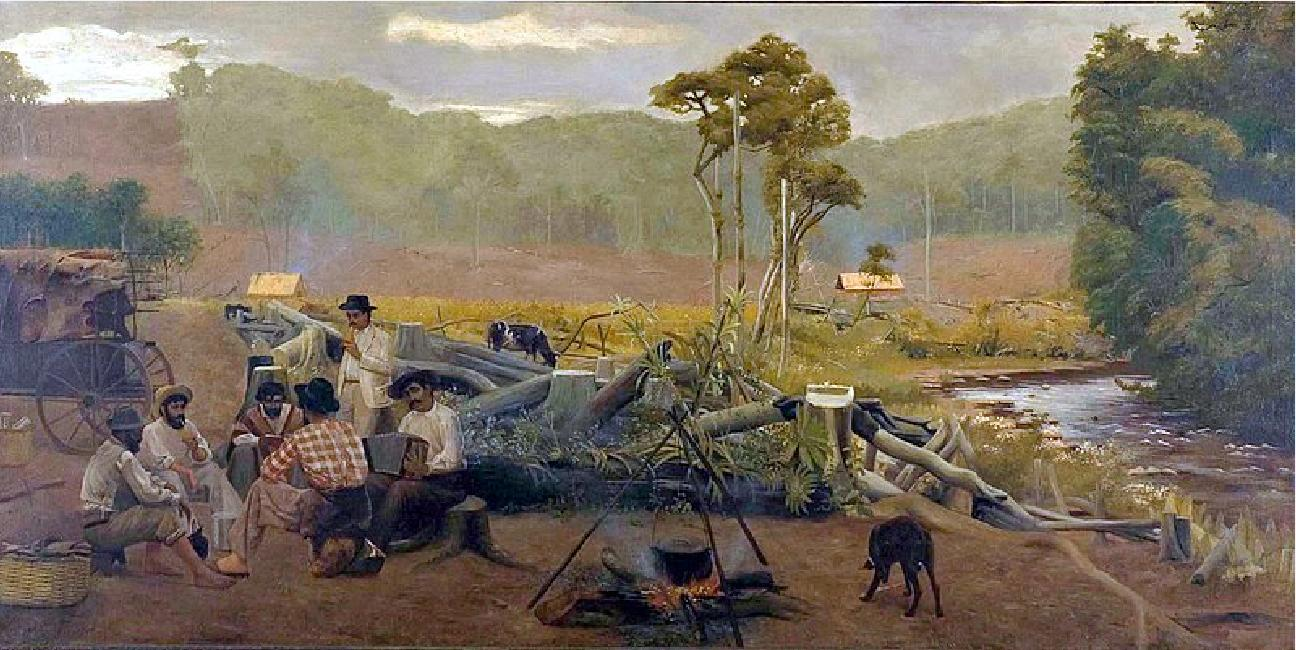
Carreteiros gaúchos chimarreando, 1911. Pinacoteca Aldo Locatelli

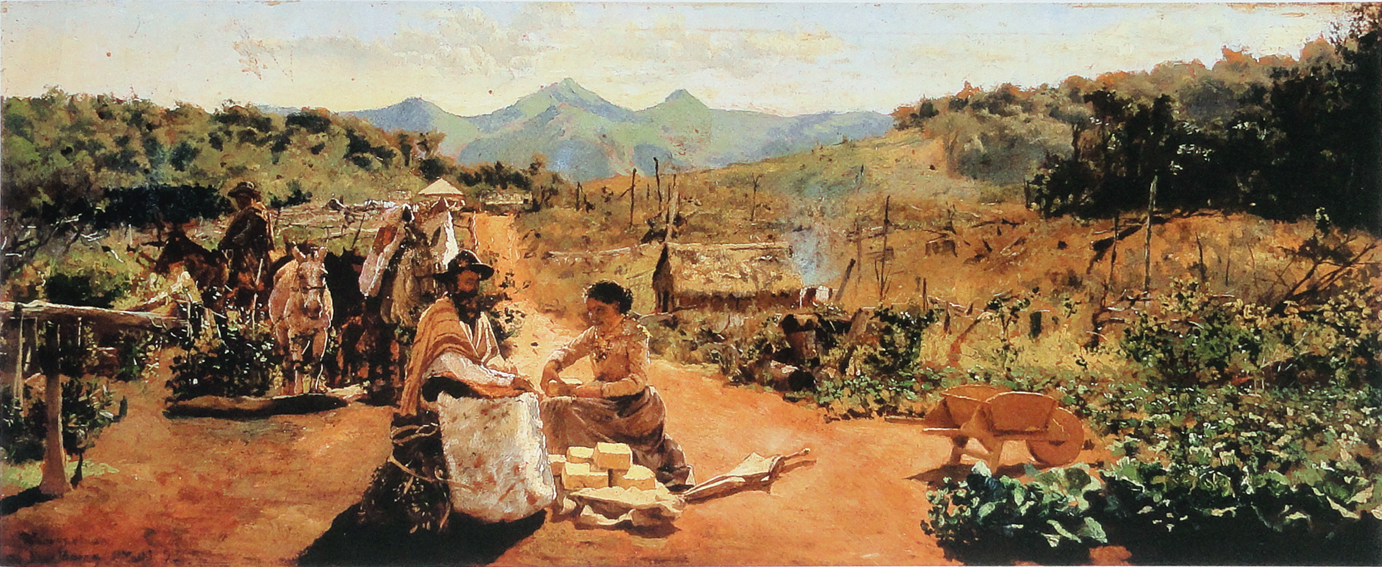
Nova Veneza, na região de colonização italiana, 1893. Coleção particular

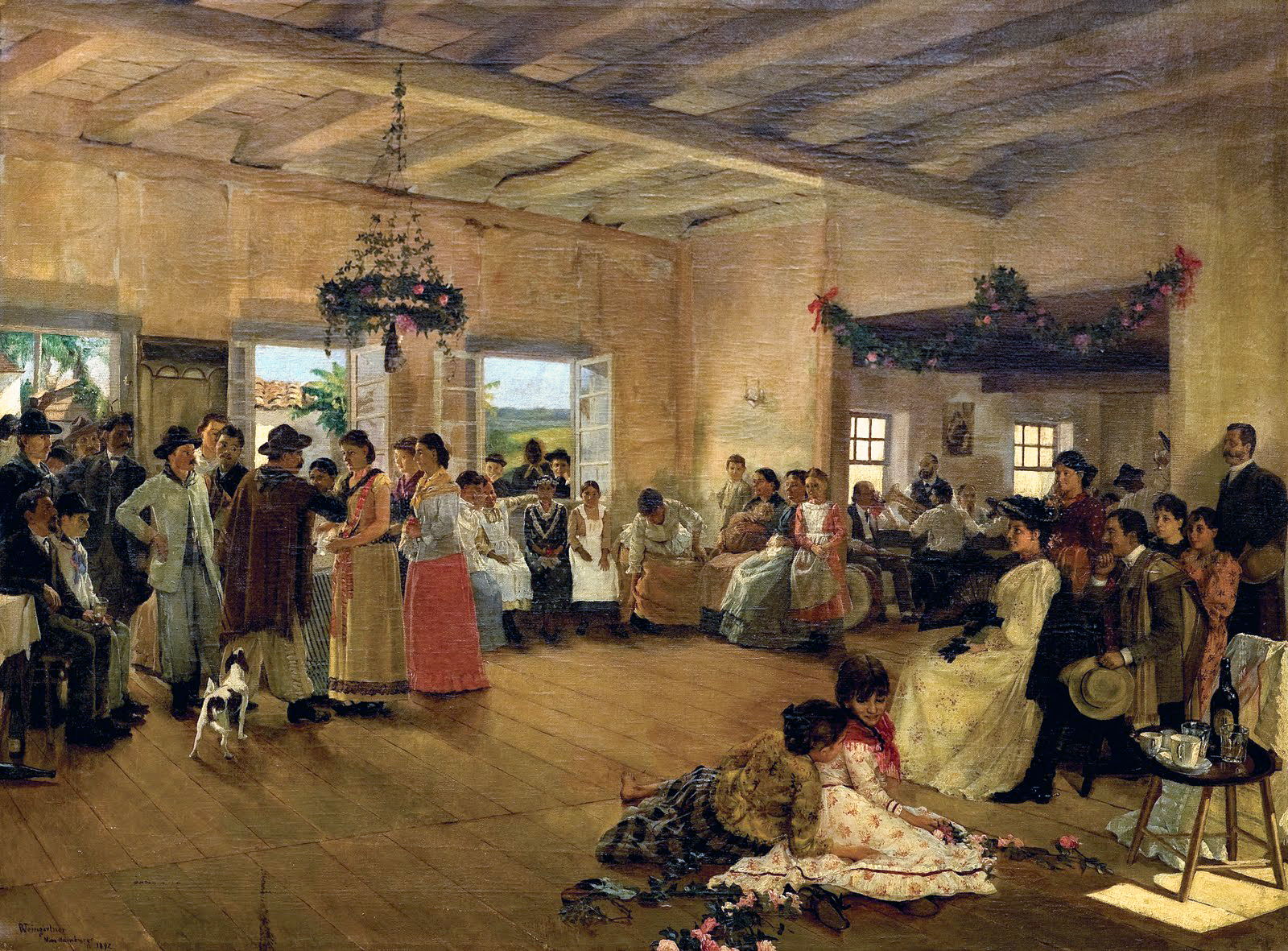
Kerb, 1892. Coleção particular

Suas opiniões sobre arte permanecem em grande parte um mistério e quase só podem ser intuídas a partir de seus trabalhos, pois perdeu-se praticamente toda a sua correspondência, que possivelmente constituía um rico repositório de informações, queimada pela viúva para evitar a devassa de sua privacidade. Entretanto, sobreviveram alguns outros documentos esparsos e várias cartas e cartões-postais que permaneceram com amigos, onde se encontra um interessante relato sobre a obra Tempora mutantur, que retrata um casal de imigrantes repousando após um dia de trabalho duro no campo:
"Este quadro fiz expressamente para nós, porque aqui na Europa não se compreende facilmente o assunto; inspirei-me, para fazê-lo, em certo tipo que encontrei em nosso caro Brasil, homens que aqui na Europa faziam figura, de famílias nobres, que por qualquer motivo abandonaram a pátria atrás da fortuna na América e caíram no caminho e lá se foram água abaixo e ficaram reduzidos ao que vi.... Eu quis fazer um tipo.... que, não encontrando ocupação, foi obrigado a retirar-se para uma colônia, e esta é a cena que reproduzi no quadro, o primeiro dia de trabalho, a pobre mulher vendo as mãos que foram belas e alvas, hoje queimadas pelo sol e calejadas pelo primeiro labor".

#### Cenas regionalistas
Como já se aludiu, com as obras regionalistas sobre os gaúchos e imigrantes foi um pioneiro, a bem dizer abrindo toda uma nova seara para a pintura brasileira, e possivelmente esta seja sua contribuição mais meritória, podendo ser comparada à do muito mais célebre Almeida Júnior com seus caboclos e caipiras paulistas. Essas cenas que mostram o povo sulino, que iniciou a criar ainda na década de 1890, se tornam importantes também como um testemunho de uma modernidade avant la lettre, prefigurando o chamado que Mário de Andrade, um dos principais agentes do modernismo brasileiro, faria nas décadas de 1920-1930, para que os artistas retratassem a rica diversidade social e cultural do país e abandonassem de vez o discurso visual homogeneizador, centralizador e europeizante, que vigorava desde meados do século XIX.
Quando abordou a vida dos colonos italianos e alemães não hesitou em explicitar as dificuldades por que passava essa população, que lutava para estabelecer uma vida digna depois de muitas privações em seus países de origem e que chegara ao Brasil só para encontrar privações semelhantes numa terra ainda selvagem, e que no caso dos italianos foi em grande parte abandonada pelo governo, que os aliciara com promessas enganosas sobre uma terra da cocanha que só existia na propaganda oficial. Mas também parece ter em certo sentido se afinado a esse discurso, encarando a colonização como um projeto heroico e civilizador e trazendo em seus quadros exemplos de colonos que haviam conseguido conquistar um bom padrão de vida. Em muitas telas mostrou ainda momentos alegres, de confraternização coletiva, como em Kerb, uma festa típica dos alemães, ou cenas singelas em que a dureza da vida parece harmonizada no contato com a natureza ou na vivência das coisas simples do cotidiano, como exemplifica Fundo de quintal em Bento Gonçalves, com uma menina a dar de comer a perus e patos, ou Fios emaranhados, retratando o interior de um empório em que uma senhora se ocupa com bordados enquanto uma criança deitada no chão se diverte com os objetos de um caixeiro-viajante que ela espalhou pelo chão.
Mas mesmo quando seu trabalho se dirige claramente para o realismo, ao contrário dos pintores da vanguarda francesa, que mostravam com crueza as duras condições de vida de uma população sofrida e embrutecida, Weingärtner frequentemente tingiu a descrição da realidade com tons poéticos e idílicos e uma grande dose de compaixão, como atesta sua própria declaração sobre o Tempora mutantur, recém citada. Isso não impediu que em alguns momentos a crônica da vida popular assumisse um tom humorístico, como se percebe em Chegou tarde!, onde um caixeiro-viajante entra em um empório no interior carregando sua mala de artigos só para encontrar um concorrente já entretido em negociações com sua cliente.
Suas cenas gauchescas mostrando as lides do campo, com seus peões e tropeiros em seus cavalos conduzindo as boiadas, seus churrascos, as charqueadas, pousadas e pastagens, são especialmente importantes porque se encaixaram num projeto político do governo do seu estado, uma vez que os positivistas governantes, junto com um influente grupo de descendentes de alemães que havia conquistado proeminência econômica e se havia integrado perfeitamente à realidade riograndense, fomentaram o cultivo da temática do gaúcho, bem como em menor grau do imigrante, como símbolos de valor e identidade regional, onde as obras do pintor nestes gêneros encontraram naturalmente um lugar destacado. Mas é de assinalar que tais cenas vendiam mais no centro do país do que em seu próprio estado, pois lá eram vistas como atraentes exotismos. Esta iconografia consagrada por Weingärtner se cristalizou no imaginário popular e entre as instituições que integram o chamado Movimento Tradicionalista Gaúcho, que promovem o cultivo de um universo gauchesco estereotipado e hoje são uma força poderosa na cultura estadual.

#### Paisagens

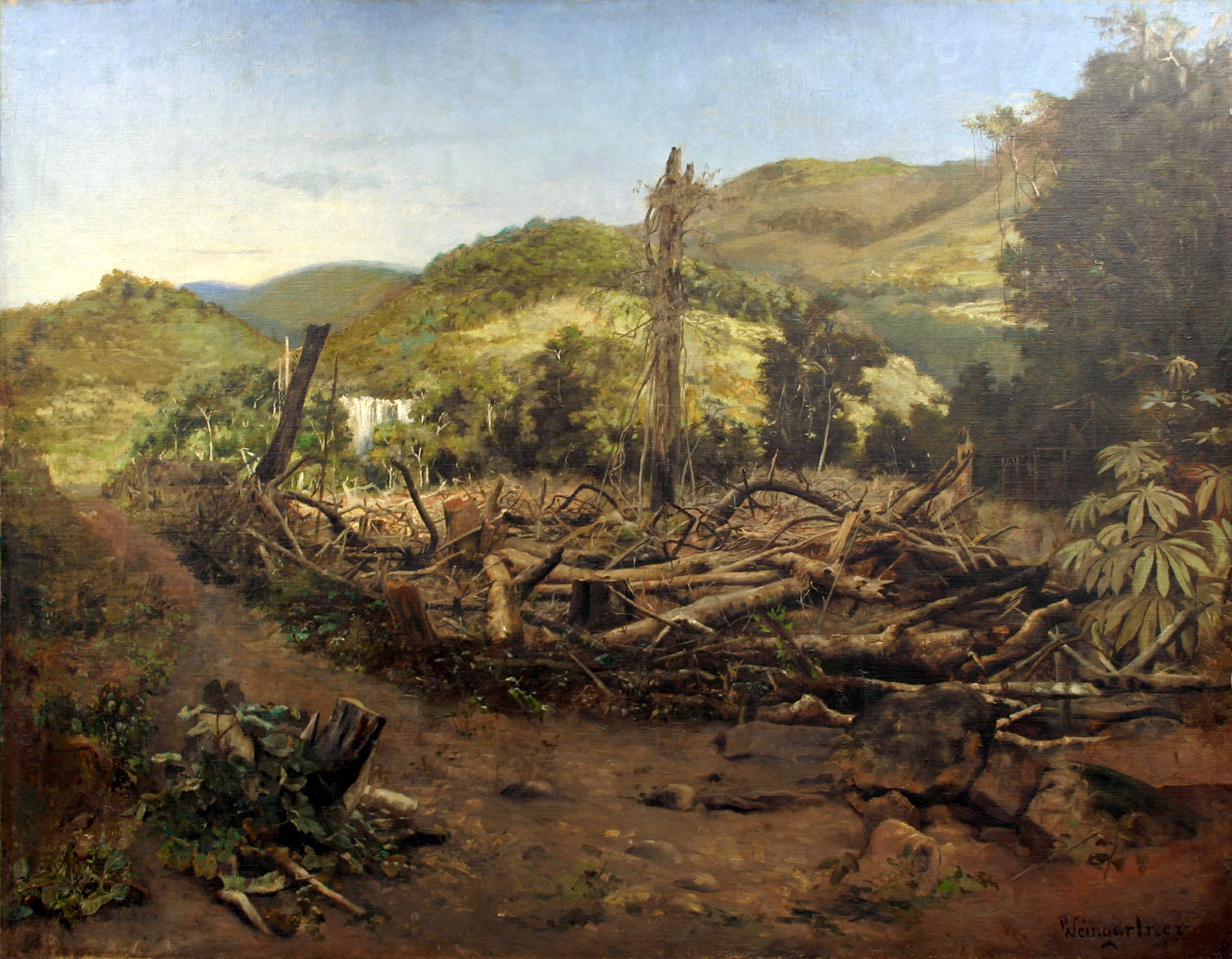
A derrubada, 1913. Museu Nacional de Belas Artes

Foi também um grande paisagista, variando sua abordagem entre uma descrição estritamente realista, com "um agudo senso de exatidão", como referiu José Augusto Avancini, e um tratamento relativamente livre, construindo o cenário em suas linhas mais essenciais em gestos largos e manchas difusas, mas mesmo nestes casos a descrição da geografia permanece reconhecível o bastante para permitir sem dificuldade a identificação do local exato que originou as obras. Muitas vezes se preocupou em captar o pitoresco do cenário, incluindo na imagem alguma edificação característica, alguns personagens à distância com trajes típicos da região. Em alguns casos documentou as agressões que o meio ambiente brasileiro vinha sofrendo, como o desmatamento, as queimadas e a erosão do solo. Porém, no conjunto da sua produção a paisagem em geral é um pano de fundo subordinado a cenas que representou em primeiro plano, fundindo as categorias de paisagem e cena de gênero. Segundo Ana Albani de Carvalho,
"Encontramos em Weingärtner uma atenção especial e, nestes termos, um protagonismo, na representação da paisagem como 'materialização de um instante da sociedade' (SANTOS, 1997:72), onde o gaúcho, o imigrante, o trabalhador rural aparecem como sujeitos de diferentes relações sociais.... O mundo do trabalho rural também é foco de atenção em obras realizadas a partir do cenário europeu, como em Ceifa, situada em Anticoli, Itália.... A possibilidade de representar a paisagem, a arquitetura e os tipos regionais é percebida por Weingärtner não apenas como uma renovação em sua obra, mas como uma efetiva contribuição ao campo da arte, já que tal temática não era usual, nem divulgada em outros centros, mesmo nacionais".

#### Cenas de gênero

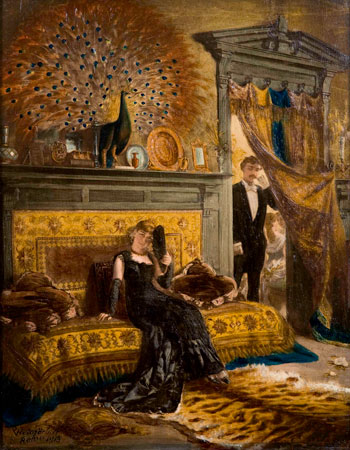
O importuno, 1919. Coleção particular

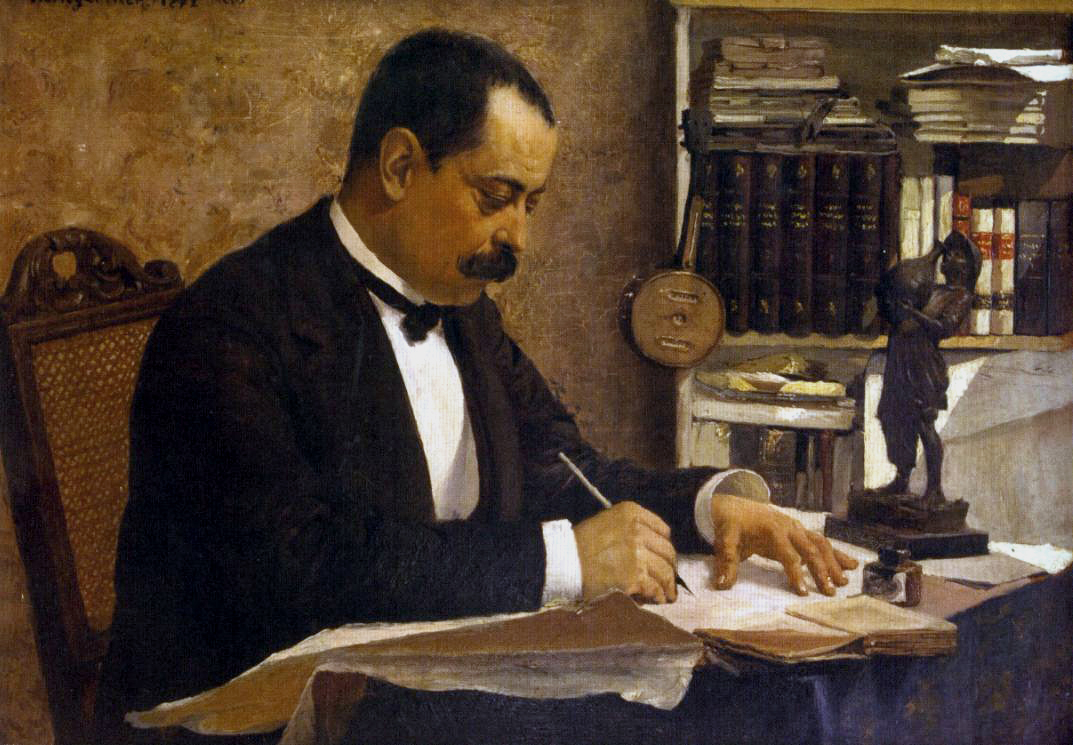
O notário, 1892. Coleção particular

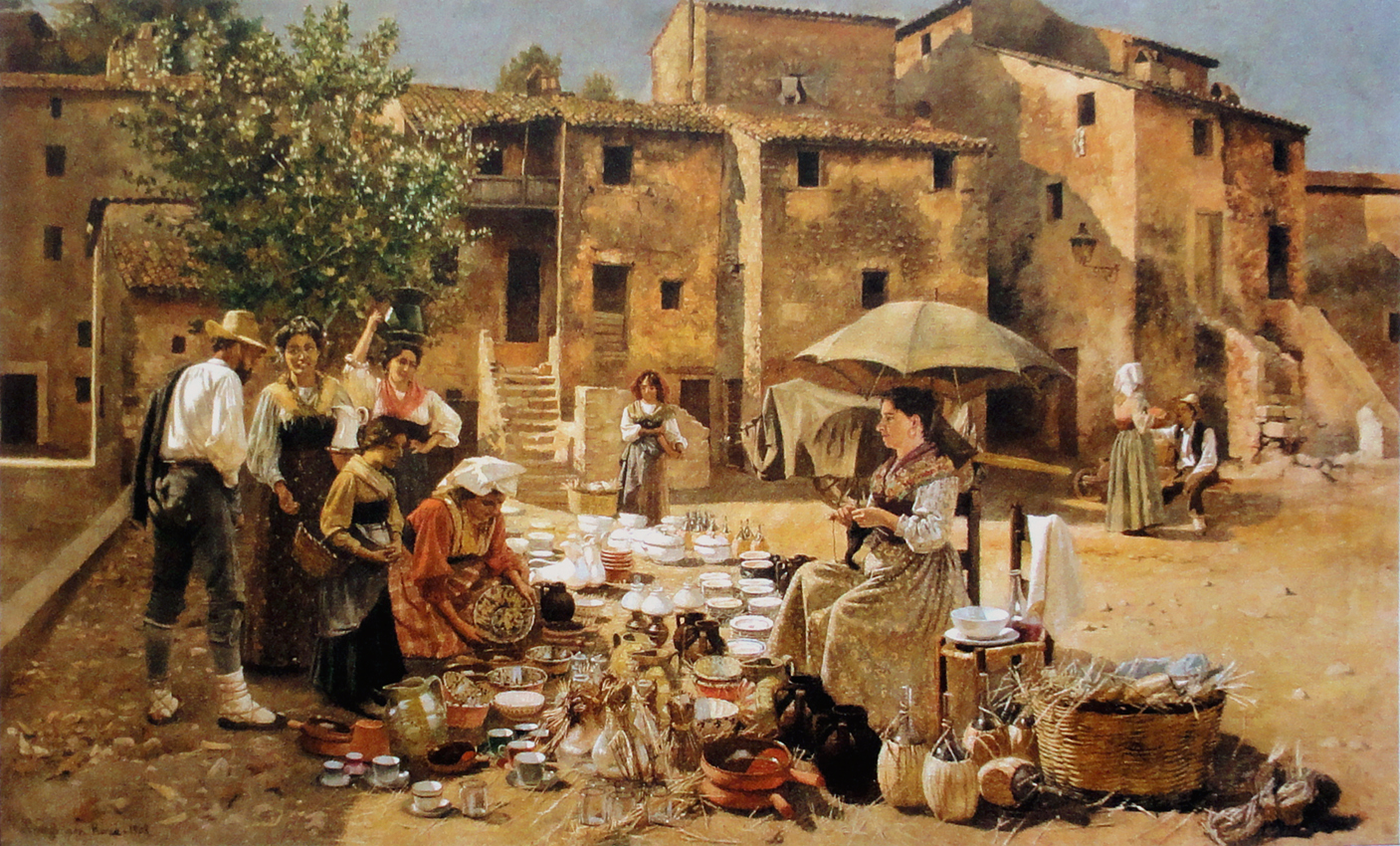
Feira de cerâmica em Anticoli, 1908. Coleção particular

Suas cenas de gênero são a parte mais complexa de sua produção, tanto por sua diversidade temática como por seu tratamento variado, e em inúmeros casos a categoria se confunde com outras e perde seus limites nítidos. As que representam a elite urbana em seu próprio "habitat", refletem tipicamente o espírito da belle époque, quando a sociedade brasileira passava, entre grandes crises e contradições, de um modelo monárquico, senhorial, rural e escravagista para outro republicano, burguês, urbano e capitalista. Se no Rio Grande do Sul esta elite ainda estava em formação e tinha menos luzes, no centro do país, de longe o seu maior mercado no Brasil, ela já estava mais consolidada e era mais poderosa economicamente, mas para ambas a aquisição de obras de arte se tornava cada vez mais um sinal de educação e status, contrastando fortemente com o período imperial, em que a elite quase não investia em arte. Damas e cavalheiros da melhor sociedade desfilam em seus quadros com todos os emblemas de sua classe: suas roupas finas e jóias, vivendo em residências suntuosas e levando uma existência despreocupada, até entediada, em uma opulência e abundância decorativa que beiram o kitsch, em que se criava uma nova sensibilidade e palpitavam novos anseios.
Ruth Tarasantchi notou que essas obras muitas vezes são ambíguas, a exemplo de O importuno, em que uma fina jovem, sozinha em uma sala ricamente ornamentada, dá a impressão de aborrecer-se com a chegada de um cavalheiro, mas "o leque que segura nas mãos enluvadas, que lhe encobre o rosto e esconde seu olhar matreiro, talvez implique, ao contrário, tratar-se de um encontro nada fortuito, mas que assim quer parecer". Em outros momentos, porém, ele estabelece uma visão claramente crítica e revela as sombras e desenganos de uma classe que se esforça por manter as aparências brilhantes, como em Casamento de conveniência, em que a esposa, ainda jovem, vestida de gala e pronta para sair para o baile, onde esperava divertir-se, olha com enfado para seu marido, um velho, já adormecido numa poltrona, tendo seu desejo frustrado. Em No penhor uma dama visivelmente acabrunhada vende suas jóias numa casa de penhores que não passa de uma espelunca, uma imagem de decadência de grande força expressiva.
Mas também a classe média passava a se dar certos luxos e desejar obras de arte em que pudesse reconhecer a si mesma e mesmo imaginar-se mais "chique", já que tais obras em geral tinham pequenas dimensões e se tornavam acessíveis. É um bom exemplo O notário, um pequeno-burguês que aparece em seu escritório compenetrado em seu trabalho mas vestido com apuro e rodeado de objetos sugestivamente culturais: uma estatueta de bronze e um bandolim. Mas nem sempre essas imagens serviam a pretensões de prestígio, e a temática centrada neste grupo social é variadíssima: interiores, cenas de trabalho e lazer, pessoas de todas as idades, encontros românticos, cenas irônicas ou humorísticas, e muitas mais, numa vasta crônica do universo das pessoas comuns e anônimas.
Finalmente, entram nesta categoria as cenas da vida camponesa europeia, em que deixou grande quantidade de obras que começou a trabalhar na Itália, principalmente na região de Anticoli Corrado, mas que também observou depois em Portugal. Da mesma forma, são muito variadas em tema e tratamento, passando de imagens fortemente realistas a representações de grande poesia, e desde cenas do trabalho no campo a retratos da vida nas pequenas vilas com seus costumes ancestrais e seu folclore, suas feiras, festas e ofícios urbanos. Fazem em geral um apelo ao pitoresco e ao singelo do mundo real, mas às vezes são em certo sentido idealizantes e nostálgicas, se aproximando do imaginário historicista e classicista.
A grande aceitação que a pintura de gênero conheceu no Brasil desde o fim do século XIX também se deve a outros fatores, entre eles a popularização da fotografia e a concomitante ascensão da estética realista na pintura, havendo uma correspondência entre ambas por responderem à demanda por uma representação verossímil da realidade. Ao mesmo tempo, formavam-se novos conceitos de intimidade, de desfrute do lar, de relações sociais e familiares, onde se tornava importante a decoração esmerada dos interiores a fim de tornar a residência um local aprazível para estar e para a socialização da família e com os amigos. Neste sentido, a pintura de cenas domésticas, para quem as consumia, era um espelho de reconhecimento e afirmação desta intimidade privilegiada e "moderna", como comentou Marize Malta:
"A existência de quadros na parede significava ter o que olhar, poder desfrutar do prazer que a profusão de cores e detalhes proporcionava ao privilegiado observador: um prazer pessoal. Ele via uma 'bela' representação da cena familiar imaginada, idealizada, ilusória – um trompe l'oeil da imaginação. Devido à sua visibilidade, a tela, compartilhada por outros olhos (estranhos ao domicílio), servia também para demonstrar gosto, conhecimento, prestígio e confirmar a distinção daquele que possuía tão destacado quadro.... Os quadros de gênero deram um lugar prestigioso para a vida dos objetos decorativos aos olhos do fruidor. Mundo imaginado (o pictórico) e mundo real (do objeto concreto) se interpenetravam. Essas pinturas não eram meras descrições de interiores de uma história do presente, eram construções visuais que estavam modelando maneiras de encarar modos de morar e de olhar para a parede das casas.... Na tela ou na domesticidade, uma iconografia do decorativo se estabelecia, fruto de novas visualidades que falavam de uma arte acessível, uma arte com a minúsculo, uma arte ao alcance das mãos".

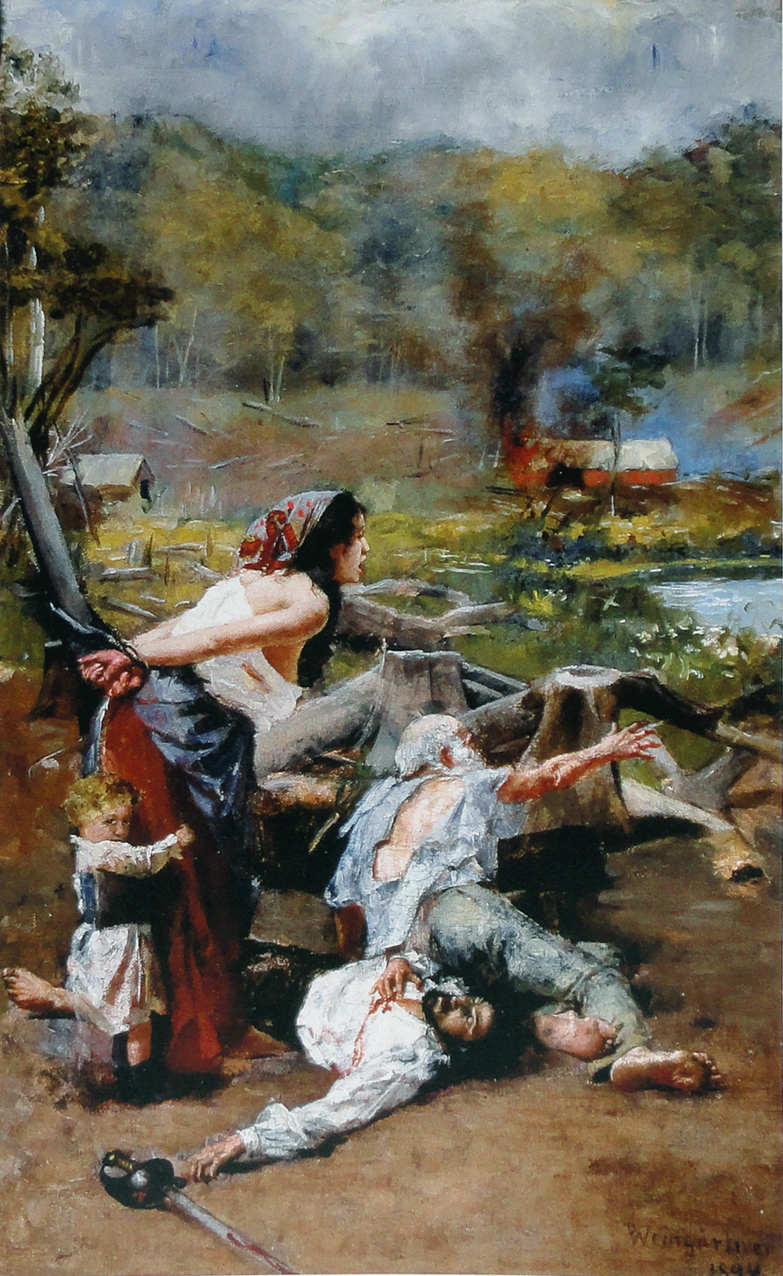
Cena de guerra, 1893. Coleção particular

Estas obras são, pois, também um importante documento de uma época de grandes mudanças. Paralelamente, a ebulição cultural e artística nos altos estratos refletia na população de forma positiva, pois as exposições de arte de modo geral, mas principalmente as grandes exposições gerais das academias carioca e paulistana, onde as pinturas de gênero se tornavam cada vez mais comuns, atraíam um público proporcionalmente maior do que conseguem hoje até mesmo as megaexposições trazidas do estrangeiro e divulgadas com todas as fanfarras da mídia contemporânea. Era um tempo em que a arte mais sofisticada se tornara verdadeiramente popular.

#### Obras históricas
Weingärtner deixou pouquíssimas obras no gênero histórico, um punhado de pinturas e menos gravuras sobre a Revolução Federalista (1893-1895), e elas merecem uma nota especial tanto por sua raridade como pelo dramatismo que em algumas imprimiu, e pelas suas grandes qualidades estéticas. Seu envolvimento com a Revolução foi casual: estava viajando pelo interior de Santa Catarina para fazer apontamentos quando foi abordado por uma tropa de revolucionários e foi obrigado a acompanhá-los por uma semana. Foi bem tratado mas testemunhou cenas sangrentas, e acabou adoecendo. A tela mais impactante é Cena de guerra, em que um pai de família jaz morto ao chão enquanto sua mulher, aos gritos, amarrada a uma estaca e semidespida, vê sua casa em chamas e a desolação em seu redor. Uma criança se abraça às suas pernas, apavorada, e um velho com as roupas esfarrapadas tenta se erguer do chão. Também muito dramática é A derrubada, uma variação resumida da outra que talvez tenha sido um estudo preparatório, centrando-se na imagem da mulher, que mostra o semblante transtornado contra uma paisagem sombria.

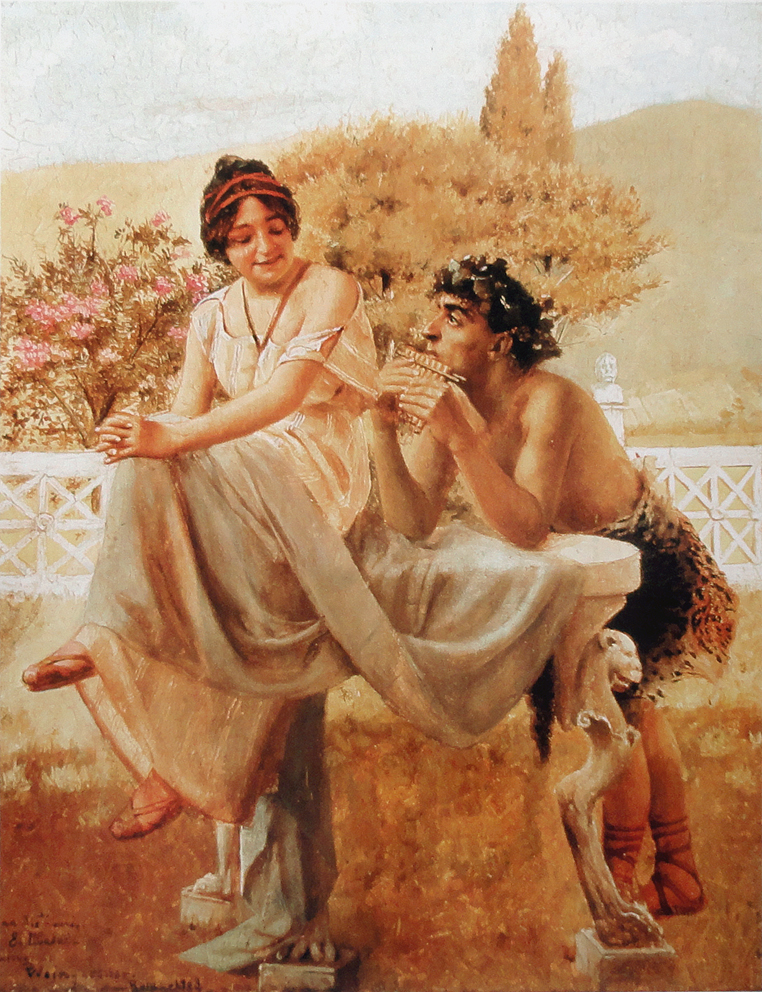
Idílio, 1908. Coleção particular

#### Classicismo
Suas obras classicistas e mitológicas, por seu turno, mesmo com a progressiva mudança nos gostos em direção a temáticas contemporâneas, eram ainda muito apreciadas. Não se conhece em detalhe sua formação, mas já na Alemanha deve ter tido seu primeiro encontro com os clássicos, tanto pelas obras que deve ter visto em museus, como pelas aulas acadêmicas, onde a cópia de obras clássicas era parte da disciplina. Um segundo impacto o teve certamente em Paris, onde temas clássicos tinham grande espaço na pintura, e seu professor francês Bouguereau era famoso por suas composições sobre a Antiguidade e seus nus idealizados. Indo para a Itália, mergulhou em um ambiente saturado de Antiguidade. Naturalmente, deixou uma grande quantidade de peças neste gênero, como Dáfnis e Cloé (1891), Oferenda ao deus Pã (1894) e Idílio (1908). Havia um ótimo mercado, uma parte da burguesia gostava de encontrar nessas pinturas espelhos onde pudesse reconhecer suas próprias alegadas virtudes e ideais. Mas além de alimentarem esse mercado, Weingärtner verdadeiramente apreciou o tema, tratando-o com poesia. Certas obras remetem à mítica Idade Dourada, trazem atmosferas contemplativas e bucólicas, transpirando uma harmonia ideal entre homem e natureza, e de certa forma representavam também uma espécie de fuga romântica dos problemas modernos. Como disse Angelo Guido, "para ele o motivo clássico era o tranquilo abandonar-se à evocação serena de uma beleza desaparecida, beleza de tempos distantes, em que se lhe afigurava que a criatura humana vivia com mais naturalidade e, por isso, mais próxima às fontes da felicidade e da poesia".

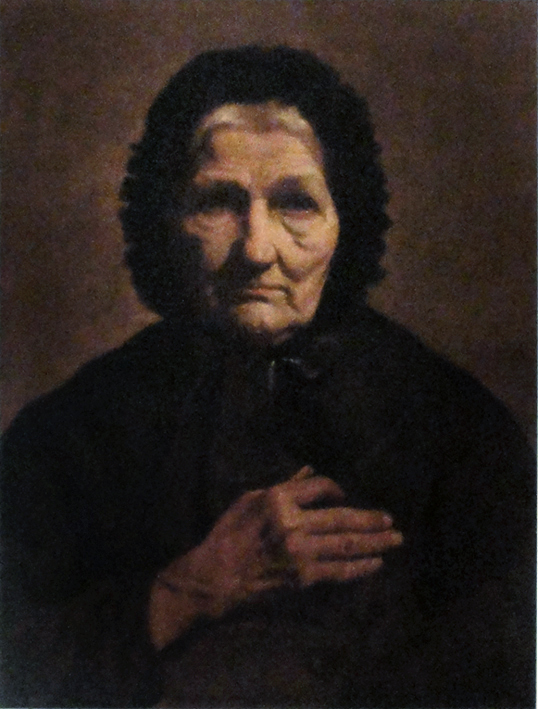
Retrato de Angélica Weingärtner (mãe do pintor), 1894. Pinacoteca APLUB

Outras, porém, como a série das Pompeianas, são imagens prosaicas e historicistas que se assemelham em espírito, se não em ambientação, à temática das cenas de gênero burguesas e urbanas. Noutras ainda, como em Ninfas surpreendidas e Caçadora de borboletas, que realçam o corpo feminino nu, ele pôde destilar toques discretos de erotismo. Em muitas obras de gênero, como já se mencionou, em que retratou pastores e camponeses de sua própria época, também se nota a influência classicista em suas atmosferas e cenários bucólicos e numa representação idealizante dos tipos humanos.

#### Retratos
Seus retratos são pouco conhecidos e estudados. As poucas apreciações que há discordam em aspectos fundamentais, embora sempre encontrem grandes virtudes nos melhores exemplares, como os de sua mãe, de sua esposa, de seu irmão Inácio e de Bruno Chaves. Angelo Guido considerava que ele demonstrou uma notável capacidade de concentração formal e economia de meios, prescindindo de detalhes e da descrição da vida interior dos sujeitos para criar obras de qualidades puramente pictóricas. Já Neiva Bohns qualificou alguns como admiráveis por razões opostas, encontrando neles obras de sensível registro emocional e minuciosa representação de detalhes.
Alguns retratos, os da elite, se aproximam das cenas de gênero, mostrando personagens em ambientes sofisticados indicativos de sua alta posição, e entretidos em lazeres de índole cultural. Um bom exemplo é o Retrato da Senhora Bruno Toledo, instalada em uma sala repleta de ornamentos caros e tocando uma grande harpa dourada. Várias outras peças também podem ser entendidas como retratos embora não se possa saber a identidade do modelo, como Gueixa, Moça no jardim, Indecisa e Preparada para o baile.

### Desenho

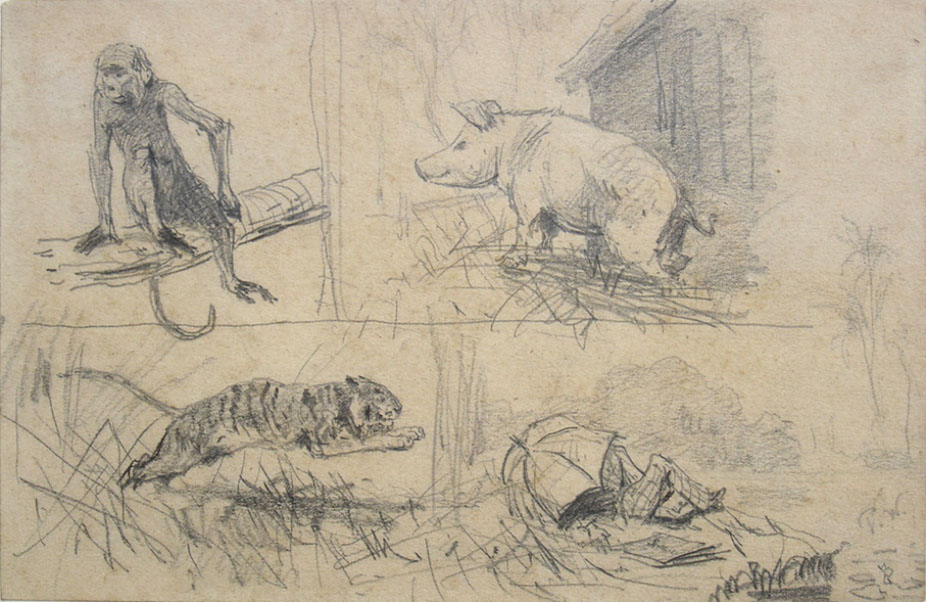
Apontamentos de animais, grafite

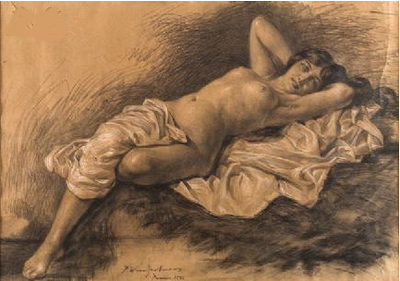
Nu recostado, carvão e pastel, 1883. Coleção particular

Sua obra em desenho - com vários materiais: grafite, nanquim, aquarela, pastel - é de toda a sua produção a parte menos conhecida e a menos acessível. Os cerca de 60 desenhos e alguns blocos de notas que hoje se conhecem dele constituem provavelmente apenas uma ínfima fração do que ele produziu, mas são importantes porque dão uma ideia do seu método de trabalho e atestam o seu domínio do traço. O desaparecimento desses trabalhos se deve a que não se destinavam à exposição ou ao comércio, mas em geral eram simples estudos de anatomia ou esboços preparatórios para obras em pintura, mas alguns são, no entender de Alfredo Nicolaiewsky, perfeitas obras de arte. Como para todos os acadêmicos, o desenho era fundamental no seu processo criativo, e realizou inúmeros estudos e apontamentos para suas composições definitivas, pois pouco lugar para o improviso existia dentro do rigoroso método acadêmico. Angelo Guido assim o descreve:
"Pelo que se pode deduzir de vários cadernos que examinamos, não viajava nunca, não realizava mesmo um passeio.... sem levar o seu pequeno caderno em que ia anotando o que lhe interessava ou podia servir-lhe para uma composição. E os desenhos miúdos, cuidados ou rápidos, mas sempre reveladores de perícia surpreendente e da elegância conquistada pelo seu traço, iam enchendo páginas e páginas, constituindo um dos aspectos da sua obra sumamente interessante, não só pelo que nos revela do seu valor como desenhista, como observador agudo e estudioso apaixonado do conteúdo estético das coisas, mas também pelo que documenta relativamente aos seus processos de trabalho, ao cuidado e honestidade com que era a sua obra de arte elaborada".

### Gravura

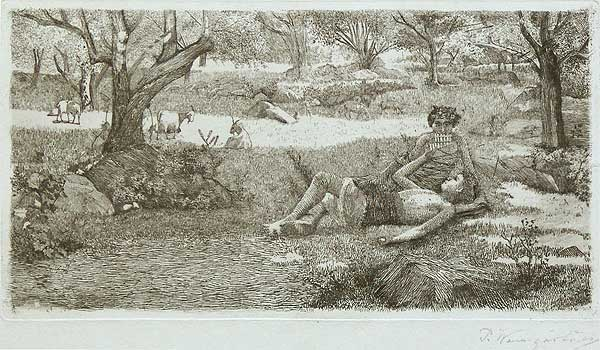
Cena antiga, 1916, gravura em metal. Museu de Arte do Rio Grande do Sul

Paulo Gomes considera sua obra gravada não menos importante do que sua obra pictórica, mesmo que neste campo sua produção tenha sido reduzida, principalmente porque ele foi um dos precursores da gravura em metal no Brasil. Além disso, suas peças são de elevada qualidade estética e demonstram seu perfeito domínio das técnicas da água-forte, a mais comum, onde predomina o grafismo, e da água-tinta, menos frequente, que possibilita a obtenção de efeitos pictóricos. Quase todas são monocromáticas, mas uma delas é uma monotipia a cores. Em sua maioria possuem pequenas dimensões. Não se sabe com quem aprendeu a gravar, e como no Brasil ainda não havia equipamento adequado, foram realizadas na Itália. Seu estudo é dificultado pela ausência, em algumas delas, de marcações de tiragem, data, assinatura e outras informações técnicas que hoje são padronizadas, e é possível que tenham sido feitas tiragens póstumas ou clandestinas, pois no conjunto a qualidade da impressão é desigual. Segundo análise de Anico Herskovits, aparentemente as impressões originais são, em geral, aquelas em tinta sépia, e as impressas em preto são posteriores. Algumas são reproduções de pinturas de sua autoria, um hábito comum em seu tempo e que objetivava facilitar a divulgação e o comércio de suas imagens. Assim como suas pinturas, se caracterizam pela grande meticulosidade no tratamento dos detalhes. Seus temas são variados, incluindo paisagens, retratos, cenas gauchescas e cenas mitológicas. Sobre estas, disse Neiva Bohns:
"Nestas gravuras, os personagens aparecem sempre em estado contemplativo, ou de perfeita integração com o ambiente natural. Inteiramente livres das convenções sociais, e adaptados a uma natureza embriagante, mostram-se à vontade, e seus corpos, freqüentemente desnudados, não parecem agredir princípios morais da sociedade européia novecentista, embora possam ter sido perturbadores para a parcela da conservadora sociedade gaúcha que as conheceu, ainda sem repertório suficiente no que se refere aos assuntos da cultura clássica".

## Fortuna crítica

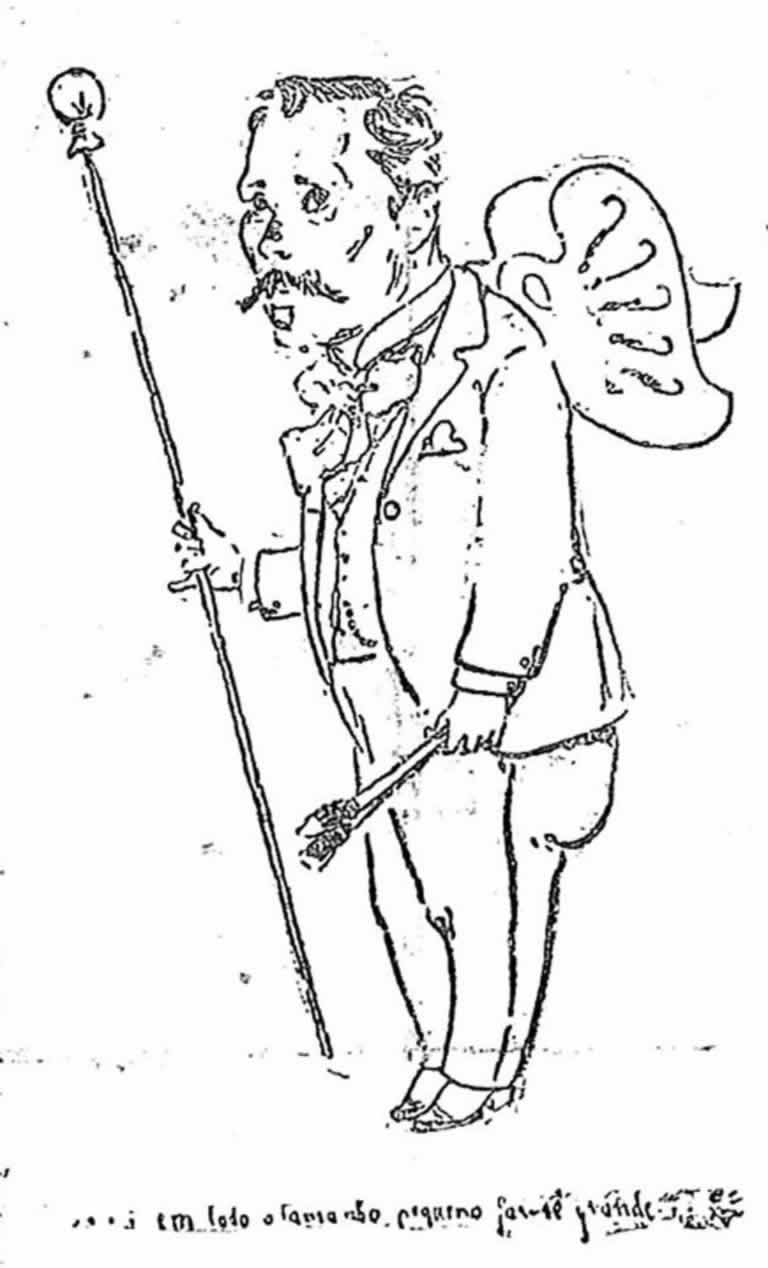
Caricatura de Weingärtner feita por Henrique Bernardelli, 1894. Suas asas têm a forma de paleta de pintor

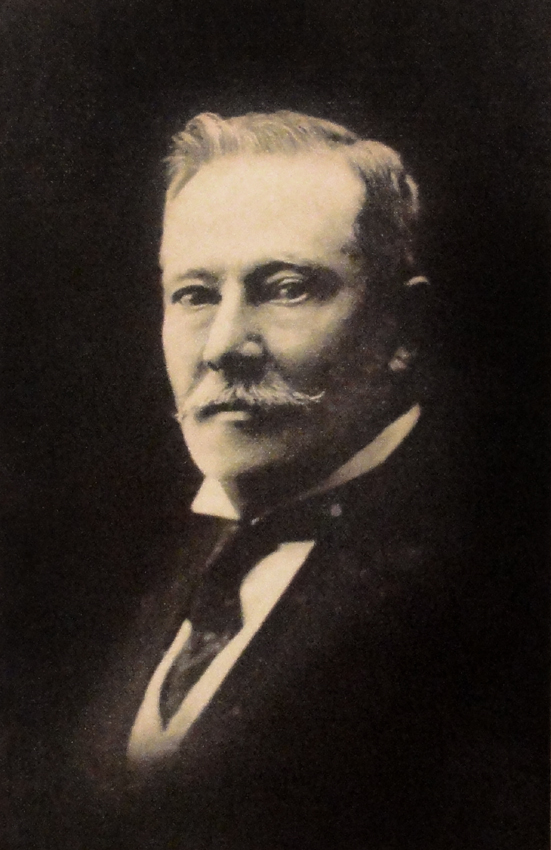
Retrato do artista

Durante quase toda a sua trajetória madura, como já foi dito, sua obra encontrou um público muito receptivo, e foi louvado repetidas vezes como um pintor ilustre. Na sua primeira individual no Rio, em 1888, foi saudado como "o primeiro pintor brasileiro", pois "nenhum compatriota nosso chegou, com o pincel, a tanta perfeição no desenho, tanta fineza no acabado e tanta observação no estudo". Uma crônica de janeiro de 1894 na Gazeta de Notícias carioca afirmava que sua obra "agrada a todo gênero de pessoas e satisfaz tanto ao crítico quanto ao artista e ao diletante". Em outubro, o mesmo jornal voltou a prestigiá-lo:
"A nós faz-nos conta dizer que o Pedro é brasileiro, pois que deixou o umbigo no Rio Grande do Sul, e gaba-se de ser guasca. Henrique Bernardelli desenhou-o com asas; é que as tem, o diabo do Pedro, e tem voado por esses ares fora, fazendo-se um artista com quem se deve contar. Na exposição atual, Weingärtner está bem representado, e os amadores (colecionadores) parecem dispostos a deixar-lhe o atelier vazio. Pouco importa; ele não tem medo de trabalhar, e em breve o veremos, de volta dos seus pampas, ou de Berna, ou da Alemanha com um novo sortimento de trabalhos, em que sempre há a notar um passo adiante. É que o Pedro não é um oficial de pintura; é um pintor em toda a extensão da palavra".
No panorama da pintura do seu estado, mesmo ausente por longos períodos, ele foi a figura dominante até pouco antes de morrer, com o auge de sua influência na década de 1910, mesmo quando já apareciam em cena outros nomes de valor, como Oscar Boeira, Libindo Ferrás e Leopoldo Gotuzzo. Uma notícia no Correio do Povo em 1900 dá uma boa ideia do apreço que lhe devotavam em sua terra:
"Encontra-se de novo entre nós o insigne pintor rio-grandense Pedro Weingärtner que volta da Itália, a repousar do trabalho junto da família, na terra que se orgulha de tê-lo como filho. O nosso patrício, que descende de uma família de modestos artistas, tem sabido honrar no Velho Mundo o nome brasileiro e dar lustre a seu estado natal. Ao mérito indiscutível de artista exímio, considerado por muitos como o primeiro pintor brasileiro, Weingärtner junta a glória de se haver feito por si, iniciando sua carreira desajudado da fortuna, sem proteção estranha e não confiando mais que no próprio esforço, alentado por uma grande força de vontade".
Raras vezes recebeu críticas em vida, das quais merecem nota artigos publicados pelo modernista Gonzaga Duque, nos quais, se por um lado elogiou sua meticulosidade e técnica requintada, por outro enxergou em suas composições um caráter dispersivo e meramente cumulativo. Num dos textos disse:
"Vendo os quadros do Sr. Pedro Weingärtner lembro-me do trabalho daquele obscuro construtor naval. Todos esses alfarrábios, panos, escrínios, leques, rosários, carteiras de colecionador, todas essas recordações de viagens, de tempos, de história, de artes, de arqueologia, e essas cabeleiras empoadas, esses rostos, esses corpos do Espólio (título de uma pintura) custaram ao artista um trabalho fatigante, um ano de existência dispendido em alguns meses de paciência, de observação e de cuidados. E tudo isso reunido, dificilmente dá uma impressão intensa. [...] Não quero dizer com isso que os quadros do Sr. Pedro Weingärtner sejam defeituosos. As suas telas têm incontestável valor, tomadas como reunião de acessórios escrupulosamente concluídos".
Também é de lembrar a polêmica em que se envolveu em 1909 a respeito de uma tela encomendada pelo governo riograndense, que deveria mostrar uma cena gauchesca e ser instalada no salão nobre de um navio da marinha brasileira a ser batizado com o nome do estado. Intitulada Rodeio, ao ser exibida foi massacrada pela imprensa e pelo público, que consideraram sua descrição dos tipos regionais pouco fiel, com erros na representação da indumentária e dos apetrechos de trabalho rural. Como resultado, a encomenda foi cancelada. Esta grita, cuja virulência foi única em um currículo recheado de sucessos, não obstante serviu, como disse Neiva Bohns, para abrir uma discussão frutífera no estado. Não importando se a crítica foi ou não justa,
"O fato inaugura o primeiro debate público sobre arte (ou melhor, sobre formas de representação pictórica) que se tem notícias no sul do país, com intensa participação de setores populares, que detinham maior ou menor conhecimento sobre as lides campeiras – e muito pouco sobre pintura – e identificavam as falhas de representação. É claro que se pode também entender esta rejeição coletiva à obra de Pedro Weingärtner como um prenúncio de seu declínio artístico e social, já que um artista tão fortemente ligado ao projeto imperial não tinha condições de ser incorporado com facilidade à era republicana".

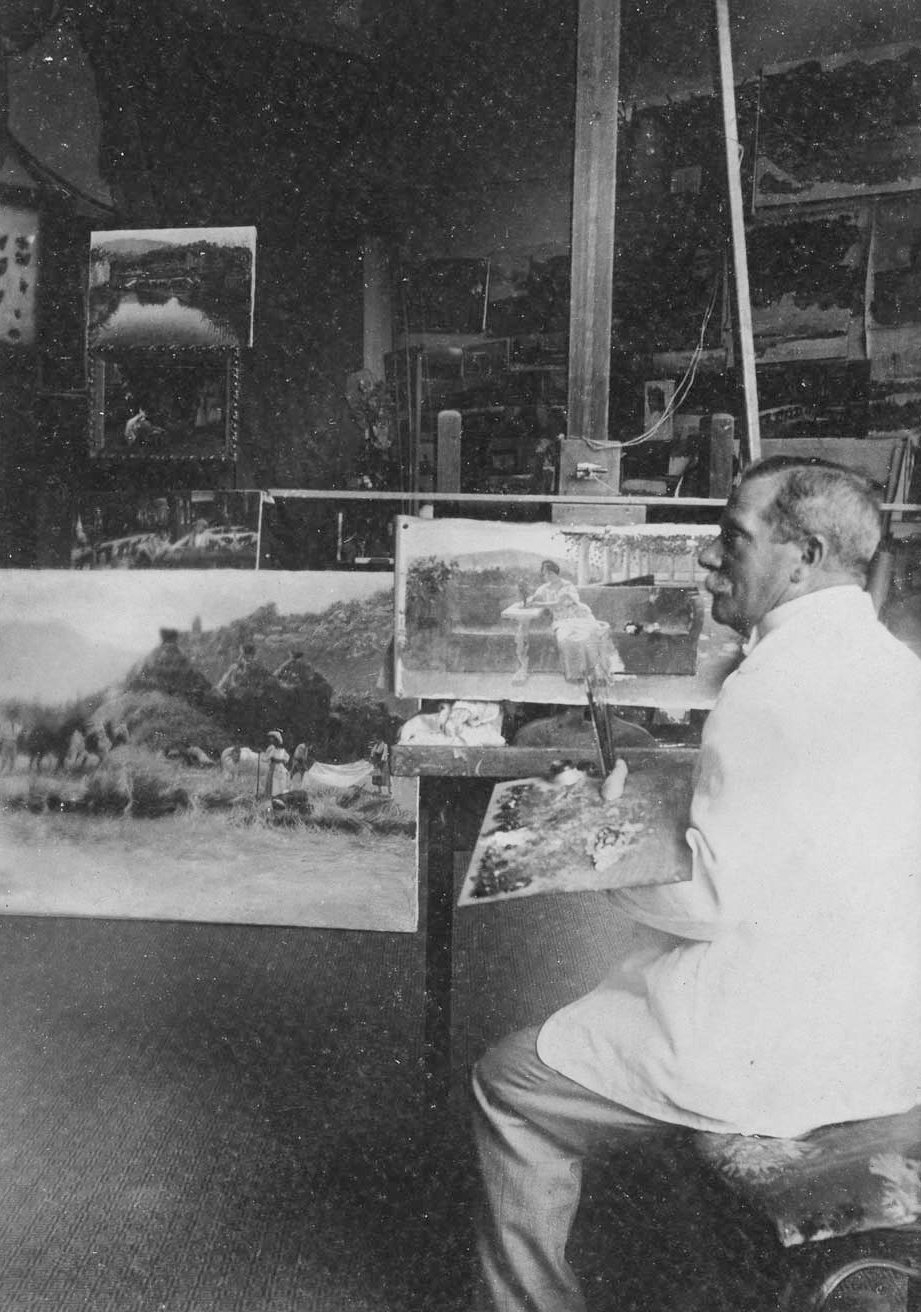
Ateliê em Roma (1910)

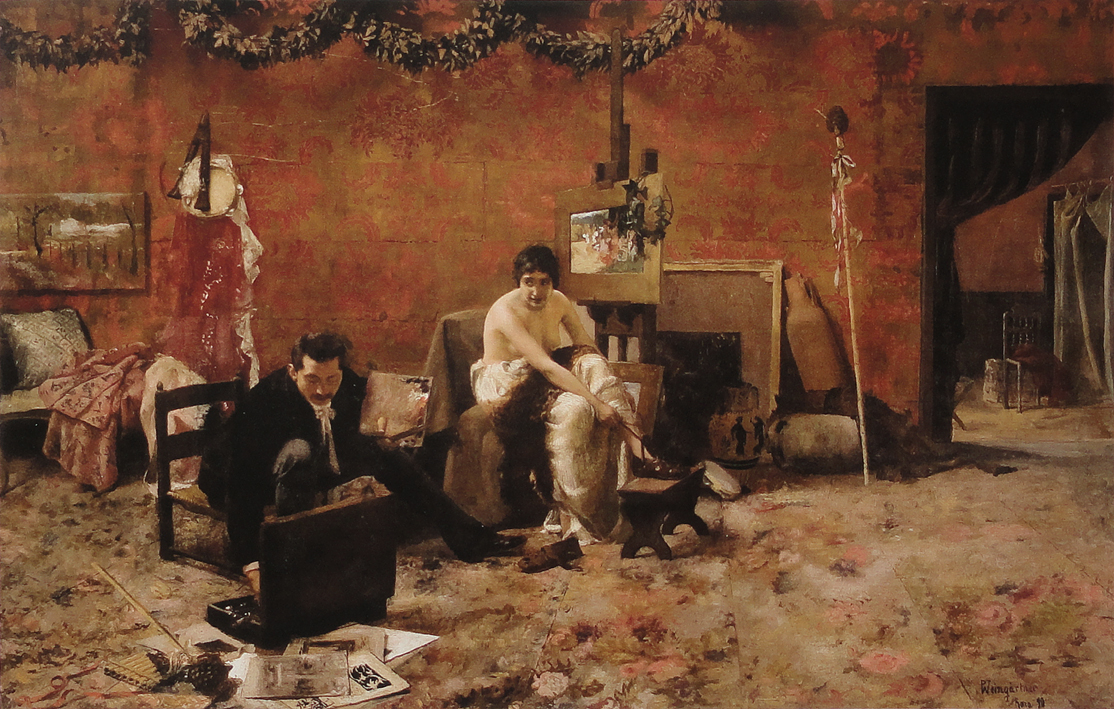
Atelier de Pedro Weingärtner em Roma, 1890. Coleção particular

Na década de 1920, com efeito, o ambiente artístico nacional e estadual já estava sendo impregnado pela proposta modernista, surgindo uma nova geração de pintores que passou a representar séria concorrência para os acadêmicos convictos como ele. Em 1923 Ercole Cremona no Rio ainda dizia que os muitos adjetivos que lhe dirigiam não tinham nada de gratuitos, mas foi sintomático do novo estado de coisas que sua derradeira exposição em Porto Alegre, em 1925, apesar de recebida com entusiasmo na imprensa, teve um público inexpressivo, foi encerrada antes do prazo previsto e foi um fracasso de vendas. Pelos motivos expostos, logo depois de sua morte sua obra caiu na obscuridade. Também contribuiu para a perda de sua memória ele não ter fundado uma escola estética na província, nem ter aceitado alunos, e ter sido um descendente de alemães num período em que o Brasil se engajava em um projeto nacionalista e xenófobo.
Depois de vários artigos escritos por Olinto de Oliveira ainda em sua vida, somente em 1956 ele foi objeto de um estudo sistemático, realizado pelo influente crítico e professor local Angelo Guido, que resultou em um livro, Pedro Weingärtner, que até hoje permanece como a referência básica sobre ele. Athos Damasceno apresentou um ensaio em 1971, em grande parte baseado em Guido, incluído no seu livro Artes Plásticas no Rio Grande do Sul. Sua reputação na década de 1980 entre importantes críticos do centro do país não era muito lisonjeira: Quirino Campofiorito o considerou excessivamente apegado ao detalhe, produzindo obras "em que a minúcia parece responder por toda a razão do quadro", mas também elogiou sua paleta limpa e sua pincelada ágil, afirmando que "não poucos de seus quadros, embora afetados por essa sobrecarga de minúcias, revelam o pintor sensível e tecnicamente seguro, porém rigorosamente disciplinado para o registro estritamente visual. É, essencialmente, um pintor naturalista". José Roberto Teixeira Leite em suma repetiu o que já dissera Gonzaga Duque:
"Pedro Weingartner nada tem de um precursor de novas tendências, que não sentiu, ou sentiu de muito longe. [...] Foi sem dúvida, como lhe chamou Gonzaga Duque, um 'paciente e meticuloso mouchiste (miniaturista) das figurinhas liliputianas e das paisagens microscópicas'; mas teve também emoção, tolhida embora por uma sensibilidade que, fugindo deliberadamente ao mundo e ao tempo em que vivia, achou refúgio no ambiente ideal de uma perdida Beleza".
Novos estudos tiveram de esperar até o fim do século XX para aparecerem, sendo empreendidos principalmente por um grupo de pesquisadores gaúchos, entre eles Paulo Gomes, Alfredo Nicolaiewsky, Círio Simon, Maria Lúcia Kern, Ana Albani de Carvalho, Susana Gastal e Neiva Bohns, fazendo leituras sobre aspectos de sua obra e trazendo à luz novas informações. Talvez não seja de surpreender que eles se devam aos próprios gaúchos, considerando que a maioria dos pesquisadores da arte acadêmica brasileira atuam no centro do país e historicamente se concentraram quase só no que se produzia no eixo Rio de Janeiro-São Paulo, deixando as outras regiões à sombra e aplicando o termo "regionalismos" como um rótulo pejorativo, mas como lembrou Amélia Siegel Corrêa, em tese defendida na Universidade de São Paulo, "estudos recentes têm mostrado cada vez mais a relevância artística e social dessas produções, como é o caso de Weingärtner, cuja obra tem sido rediscutida e reavaliada".

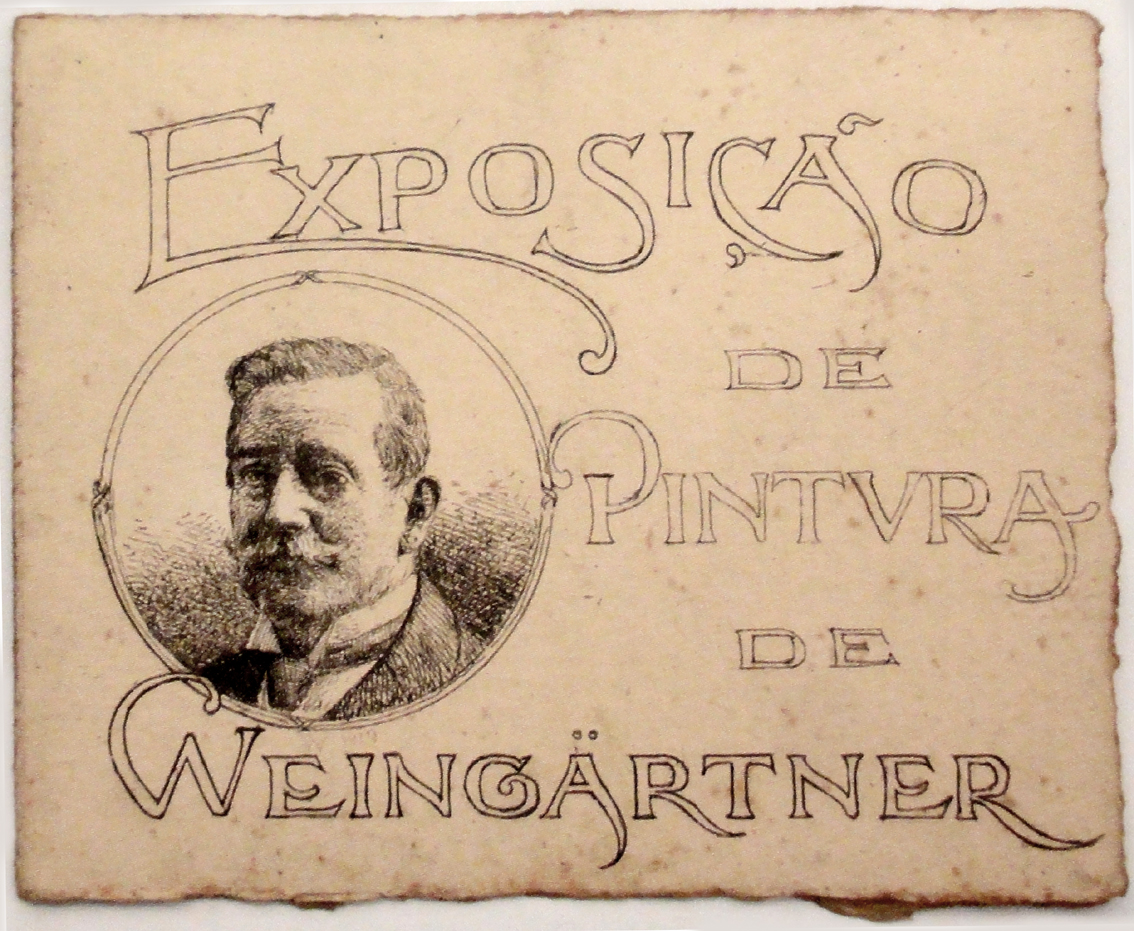
Convite de exposição gravado pelo próprio Weingärtner, com um auto-retrato, 1919. Coleção particular

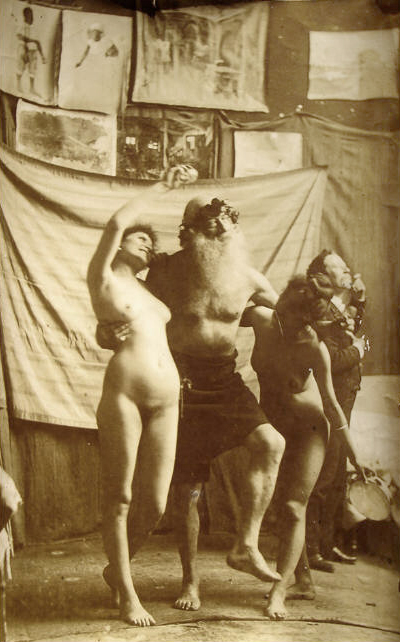
Modelos no atelier. À extrema direita, o pintor

Para os críticos riograndenses, no entanto, ele é outra vez uma unanimidade, voltando a ocupar a posição de o mais insigne pintor da escola acadêmica nativo do estado, visto como um personagem decisivo para o amadurecimento da arte local, até então praticada em geral de forma amadora, mas mesmo que sua biografia seja conhecida em linhas gerais, os detalhes estão quase sempre ausentes ou são imprecisos e contraditórios, e estão à espera de estudos mais abrangentes e esclarecedores. Mas essa pesquisa é dificultada por hábitos do próprio pintor, como já alertava Guido em 1956: "Das fotografias guardadas dos seus quadros Weingärtner nunca anotou o título, nunca tomou nota das pessoas, museu ou associação a que vendeu numerosas das suas obras, cujo destino ignoramos. O trabalho para elaborar uma lista, embora incompleta, das obras pintadas por Weingärtner foi enorme". O inventário que fez listou 196 pinturas e 15 gravuras, mas Athos Damasceno deu uma outra lista. Paulo Gomes analisou ambas e concluiu que "a tentativa de comparar as duas listas [...] resulta num imbróglio inacreditável devido à discordância de dados, principalmente dos títulos, além da ausência de medidas e descrição dos temas, impedindo assim uma lista definitiva". Sua correspondência, como já foi dito, perdeu-se na maior parte. Angelo Guido teve a sorte de poder consultar muitos documentos originais que estavam em posse do médico do pintor, mas depois igualmente foram perdidos. Do seu pensamento artístico, sua visão de mundo, não restaram quase registros, e sua vida privada ainda é uma completa incógnita. Ainda são necessárias muitas pesquisas para que sua trajetória e contribuição sejam corretamente entendidas e apreciadas. Como assinalou Paulo Gomes, "acreditamos que a certeza da importância da sua obra criou uma aura impenetrável de consagração e também de silêncio". Suas pinturas fazem parte do acervo de coleções privadas e muitos museus importantes, já são outra vez bem valorizadas no mercado local e mesmo nos maiores centros do país — sua tela O Discurso e a Admiração em 2012 entrou num leilão em São Paulo ao lance inicial de 225 mil reais —, mas sua obra em gravura e desenho está em grande parte dispersa e raramente é lembrada.
Mesmo entre todas as dificuldades, os esforços para sua recuperação têm conseguido importantes conquistas. Diversos ensaios vêm sendo-lhe dedicados, muitos deles publicados na revista eletrônica 19&20, focada no mundo artístico brasileiro entre o século XIX e início do século XX; sua obra gráfica já foi trazida à luz parcialmente em duas exposições, ambas em Porto Alegre: A obra gravada de Pedro Weingärtner, e Pedro Weingärtner: obra gráfica, e em 2009-2010 foi organizada sua maior retrospectiva, intitulada Pedro Weingärtner: Um Artista entre o Velho e o Novo Mundo, com cerca de 150 obras em várias técnicas de acervos públicos e privados, e que foi exibida na Pinacoteca do Estado de São Paulo, no Museu Nacional de Belas Artes e no Museu de Arte do Rio Grande do Sul, com grande repercussão nacional. De fato, mais do que ser apenas uma bela mostra, ela deu um grande impulso nas pesquisas sobre o artista, ainda tão desconhecido, mobilizando um pequeno batalhão de historiadores, críticos de arte, instituições, galerias e colecionadores em esforço conjunto. Maria Hirszman, crítica de arte do jornal O Estado de São Paulo, disse que a retrospectiva era a correção de uma injustiça histórica, e foi considerada uma das mais importantes exposições do ano pelo crítico Tadeu Chiarelli, em matéria para a Folha de S.Paulo. Ruth Tarasantchi, que idealizou e fez a curadoria geral da retrospectiva, disse que os três grandes museus envolvidos deram total apoio ao projeto, reconhecendo Weingärtner como um grande mestre merecedor de maior atenção. A curadora também reconheceu o valor da biografia pioneira de Angelo Guido, dizendo que a pesquisa recente tem confirmado as informações que ele transmitiu. Todas as três exposições produziram catálogos com textos críticos. Alfredo Nicolaiewsky sintetizou o estado da arte sobre ele: "Não sendo ainda o levantamento completo de sua obra, já é possível ter-se uma boa visão do conjunto. A partir deste material podemos começar a estudar questões internas à obra, aspectos que somente agora se tornaram visíveis". Paulo Gomes também está desenvolvendo uma pesquisa para elaborar o primeiro inventário sistemático de sua obra pictórica e gravada.
Por ser um processo recente de resgate, o grande público ainda o desconhece e ele ainda não recebeu a devida atenção da crítica brasileira em mais larga escala. Para muitos estudiosos ele é um artista menor, como informou Círio Simon: "O século XXI, que se julga acima do raio e do trovão, certamente pode ignorar a obra de Pedro Weingärtner ou, no máximo, espetar-lhe, nas costas, um alfinete e incluí-lo na coleção dos 'pequenos mestres' ", apesar de ter em vida sido considerado um dos mais importantes pintores do Brasil e ter sido o primeiro artista gaúcho a fazer um nome no estrangeiro. Para Neiva Bohns, "infelizmente, a história deste artista, como de muitos outros que não aderiram aos procedimentos modernistas, ficou estigmatizada por uma classificação em que tudo o que se refere ao academismo parece lembrar conformismo, subserviência aos padrões estrangeiros e espírito conservador".

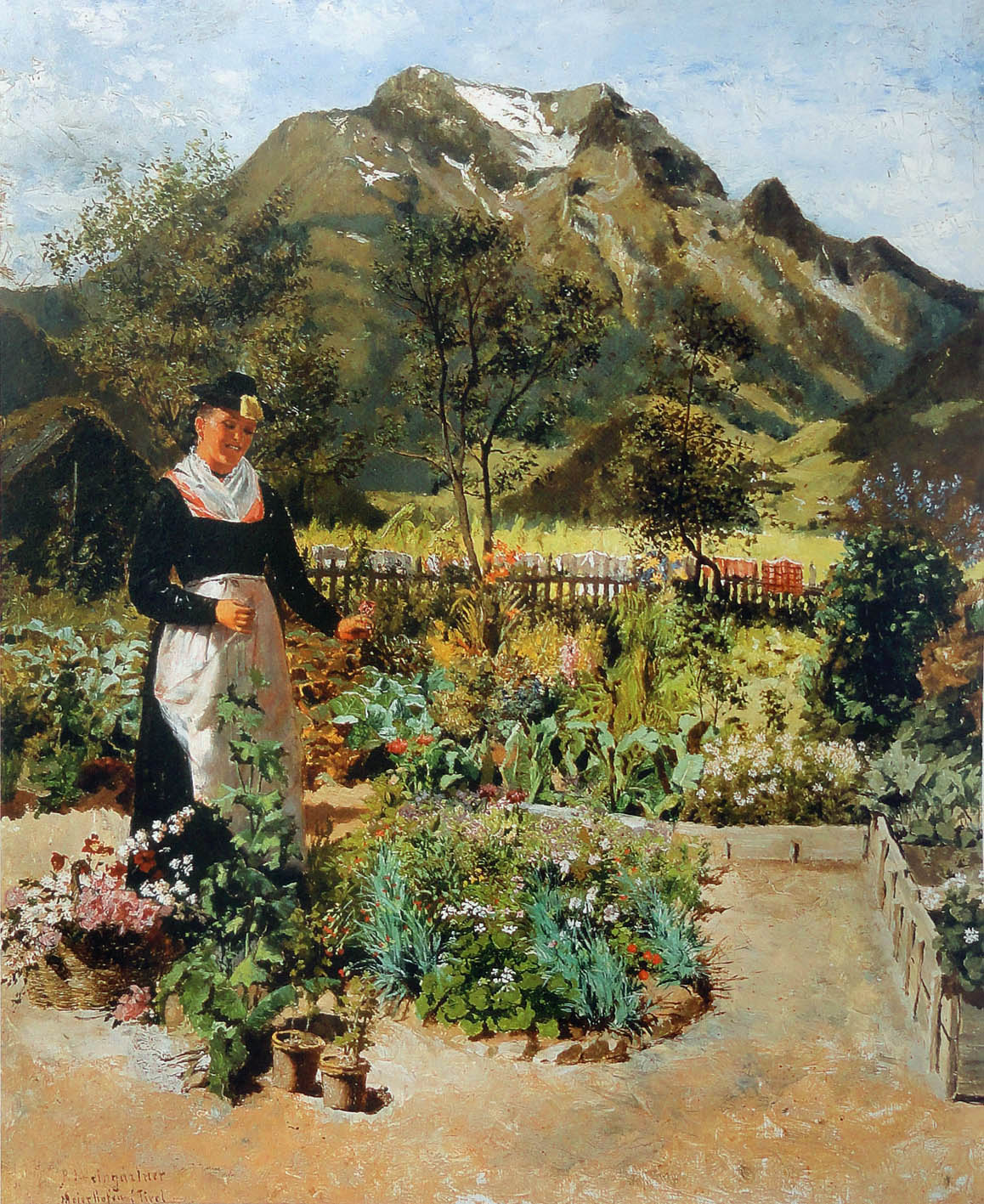
Jardineira tirolesa, 1885. Coleção particular
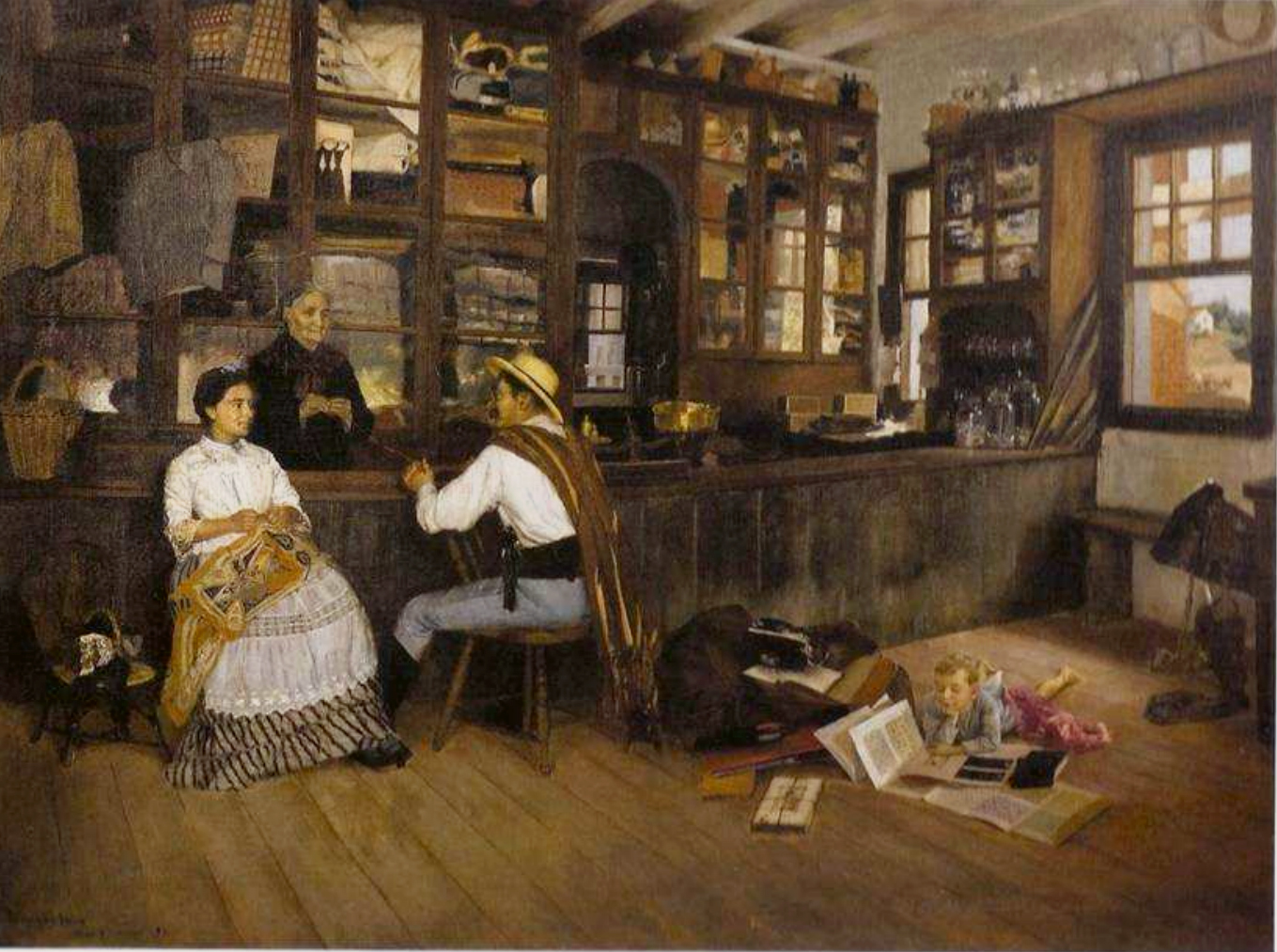
Fios emaranhados, 1892. Coleção particular
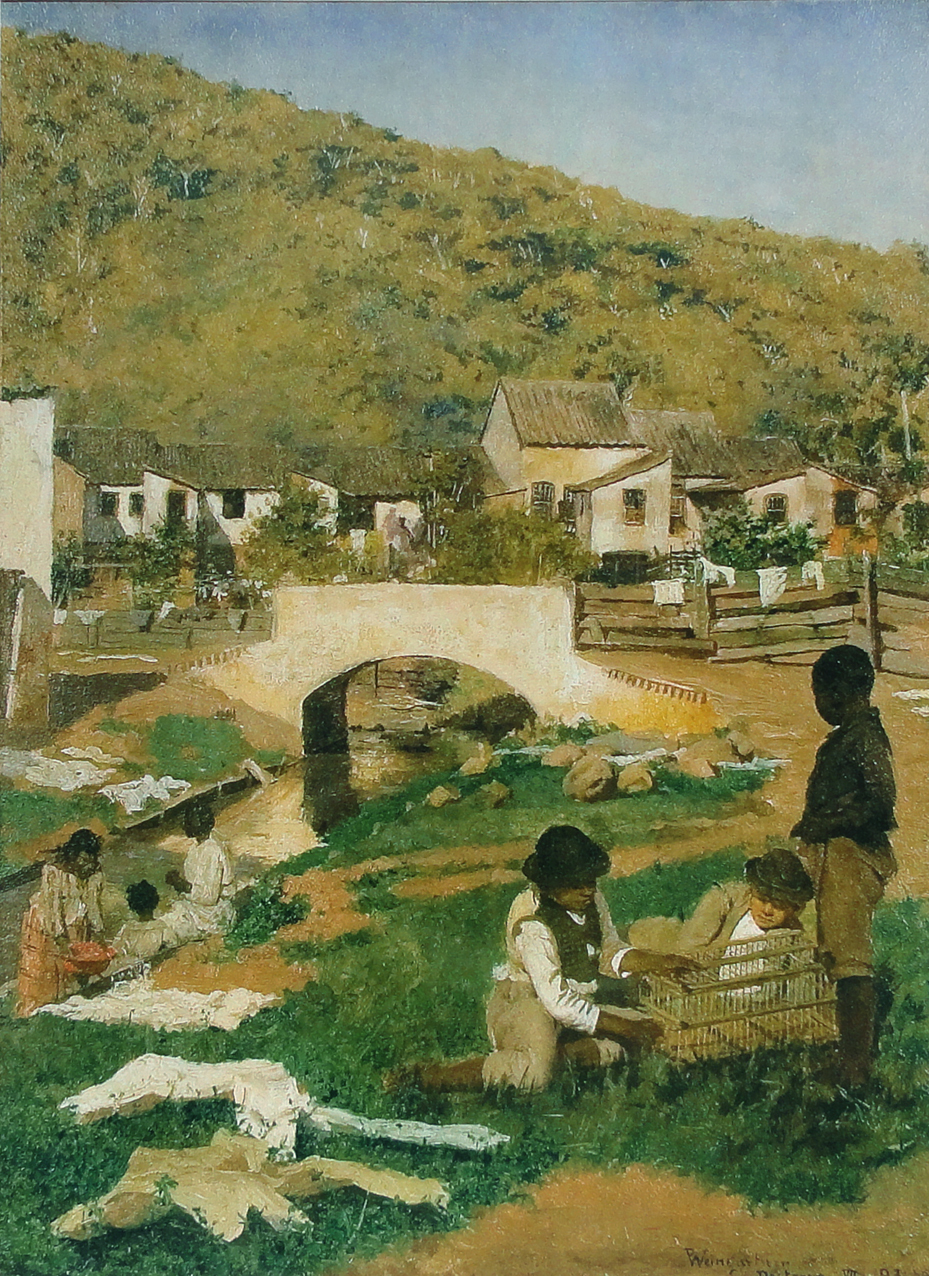
Passarinheiros, 1893. Coleção particular
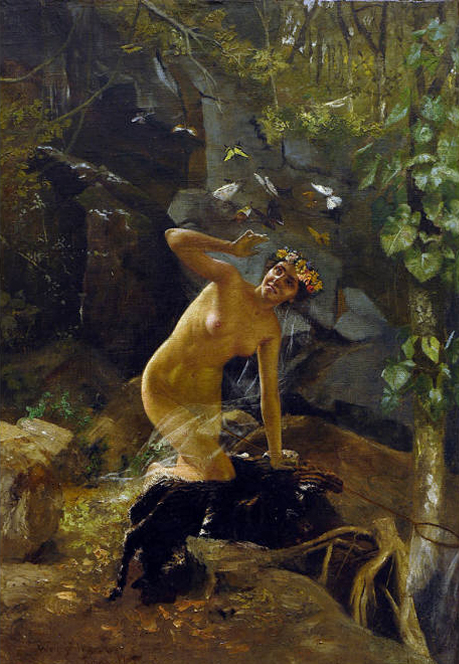
Caçadora de borboletas, 1904. Pinacoteca APLUB

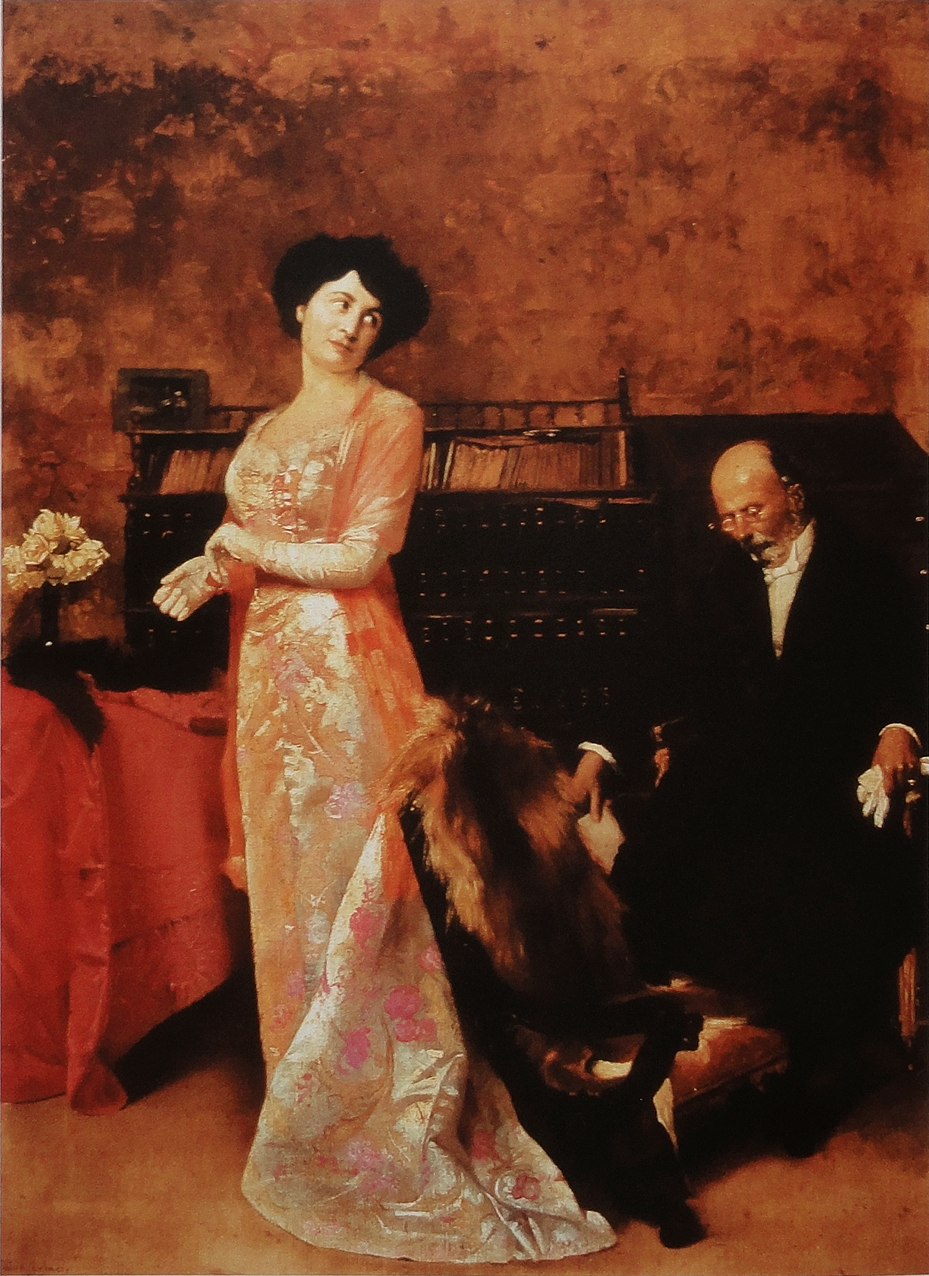
Casamento de conveniência, 1909.  Coleção particular
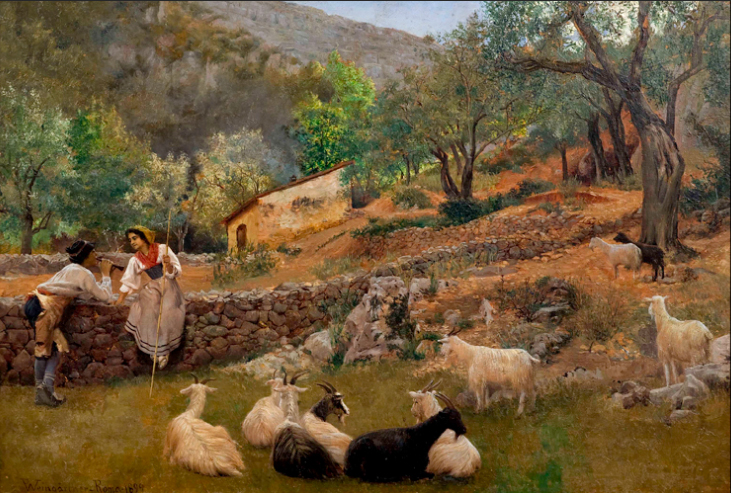
Cena campestre, sem data. Coleção particular
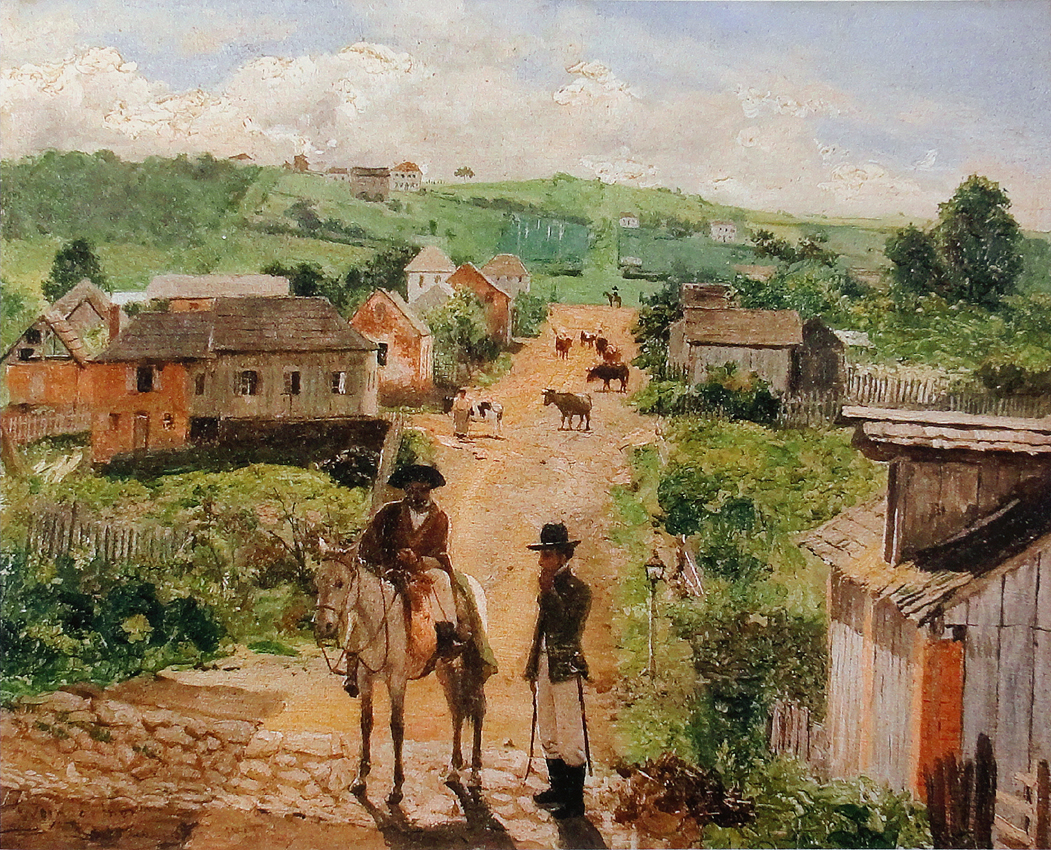
O fidalgo (vista de Bento Gonçalves, na região de colonização italiana), 1913. Coleção particular
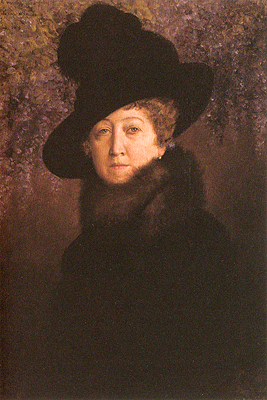
Retrato de Elisabeth Schmitt, 1918. Museu Nacional de Belas Artes

## Lista de exposições
Salvo indicação de outra referência, os dados foram obtidos do Instituto Itaú Cultural. A lista possivelmente é incompleta.

### Individuais
- Em Porto Alegre: 1878 (Loja Rosa e Irmão), 1887,[112] 1893,[2] 1894 (Drogaria Inglesa),[2] 1894,[2] 1895 (várias pequenas exposições),[2] 1897 (Ao Preço Fixo),[2] 1898,[2] 1899 (Litografia Weingärtner),[2] 1900 (Ao Preço Fixo),[2] 1913 (Casa Luiz Voelcker), 1924 (Clube Caixeral), 1925 (Galeria Jorge), 1925 (Casa Jamardo).
- No Rio de Janeiro: 1888, 1889, 1911, 1922.
- Em São Paulo: 1900, 1905, 1910 (Liceu de Artes e Ofícios), 1923.
- Em Pelotas: 1920.[113]

### Coletivas
- Em Porto Alegre: 1881 (Exposição Brasileira-Alemã), 1901 (Exposição Comercial e Industrial - medalha de ouro).
- No Rio de Janeiro: 1884 (26ª Exposição Geral de Belas Artes, Academia Imperial de Belas Artes), 1890 (Exposição Geral de Belas Artes, Escola Nacional de Belas Artes - ENBA), 1894, 1895, 1896, 1898, 1902, 1905, 1906, 1908, 1909, 1922 (1ª, 2ª, 3ª, 5ª, 9ª, 12ª, 13ª, 15ª, 16ª, 29ª Exposição Geral de Belas Artes, ENBA).
- Em São Paulo: 1911 (1ª Exposição Brasileira de Belas Artes, Liceu de Artes e Ofícios), 1922 (1ª Exposição Geral de Belas Artes, Palácio das Indústrias).
- Em Paris: 1891 (Sociedade dos Artistas Franceses),[114] 1898 (Salão de Paris), 1900. (Exposição Universal), 1900 (com Pedro Américo e Eliseu Visconti).
- Em Chicago: 1893 (Exposição Universal).
- Em Londres: 1897 (Salão de Londres - participação incerta).[2]